# Hochzeit von Fürst Rainier III. von Monaco und Grace Kelly

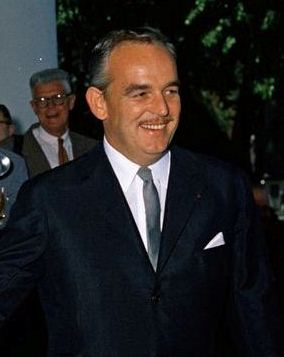
Fürst Rainier III., Mai 1961
Doppelmonogramm des Fürstenpaares
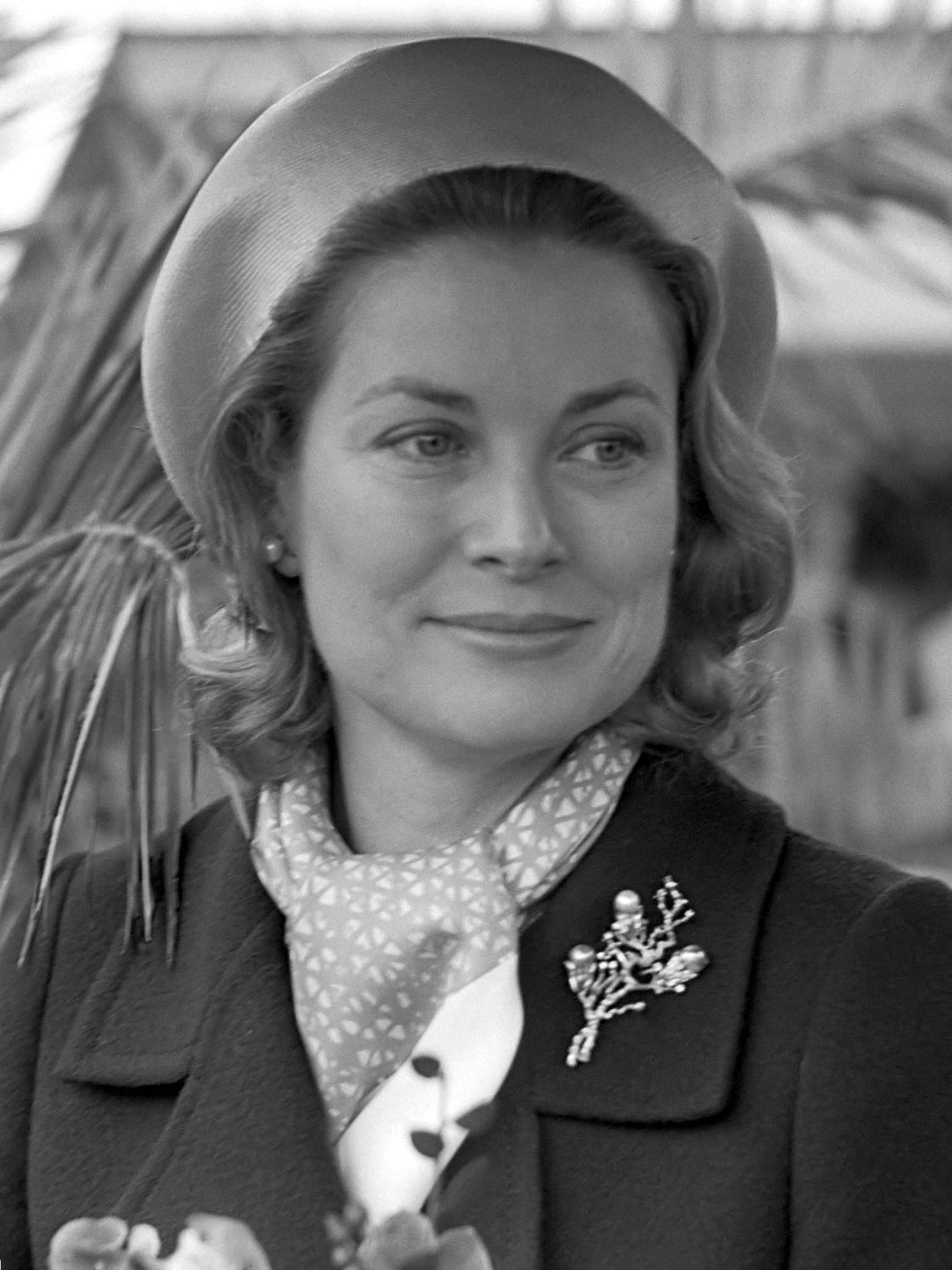
Fürstin Gracia Patricia, September 1972
Wappen von Fürst Rainier III.
Wappen von Fürstin Gracia Patricia

Die Hochzeit von Fürst Rainier III. von Monaco und Grace Kelly fand am 19. April 1956 in der Kathedrale Notre-Dame-Immaculée in Monaco statt. Am Tag vor der kirchlichen Trauung erfolgte die standesamtliche Zeremonie im Thronsaal des Fürstenpalastes von Monaco.
Fürst Rainier lernte die US-amerikanische Filmschauspielerin Grace Kelly im Mai 1955 bei einem von der französischen Wochenzeitschrift Paris Match anlässlich der Filmfestspiele von Cannes arrangierten Zusammentreffen im Palast kennen. Die Verlobung wurde Anfang Januar 1956 offiziell bekannt gegeben, nachdem Rainier einen Monat zuvor in die Vereinigten Staaten gereist war und den Eltern der zukünftigen Landesmutter seine Aufwartung gemacht hatte.
Die Vermählung wurde zu einem der bedeutendsten Medienereignisse der 1950er-Jahre und von mehr als 30 Millionen Fernsehzuschauern in neun Ländern verfolgt. Das gesteigerte Interesse der Weltöffentlichkeit machte Monaco zum Zentrum der internationalen High Society und leitete einen wirtschaftlichen Aufschwung im von politischen und finanziellen Problemen betroffenen Fürstentum ein. Mit der Vermählung beendete die Schauspielerin ihre Karriere. Sie nahm einen neuen Titel an und hieß fortan Princesse Grace de Monaco, während im deutschen Sprachraum die verkürzte Bezeichnung Gracia Patricia üblich wurde. Im Jahr 1982 starb die Fürstin an den Folgen eines Autounfalles.
Aus der Ehe gingen die drei Kinder Caroline, Albert und Stéphanie hervor, die der Herrscherdynastie der Grimaldis die Erbfolge sicherten. Seit dem Tod seines Vaters im Jahr 2005 ist Albert II. regierender Fürst von Monaco. Neben anderen europäischen Adelshäusern steht die Fürstenfamilie zeitlebens im besonderen Interesse der Medien.

## Vorgeschichte

### Ausgangssituation

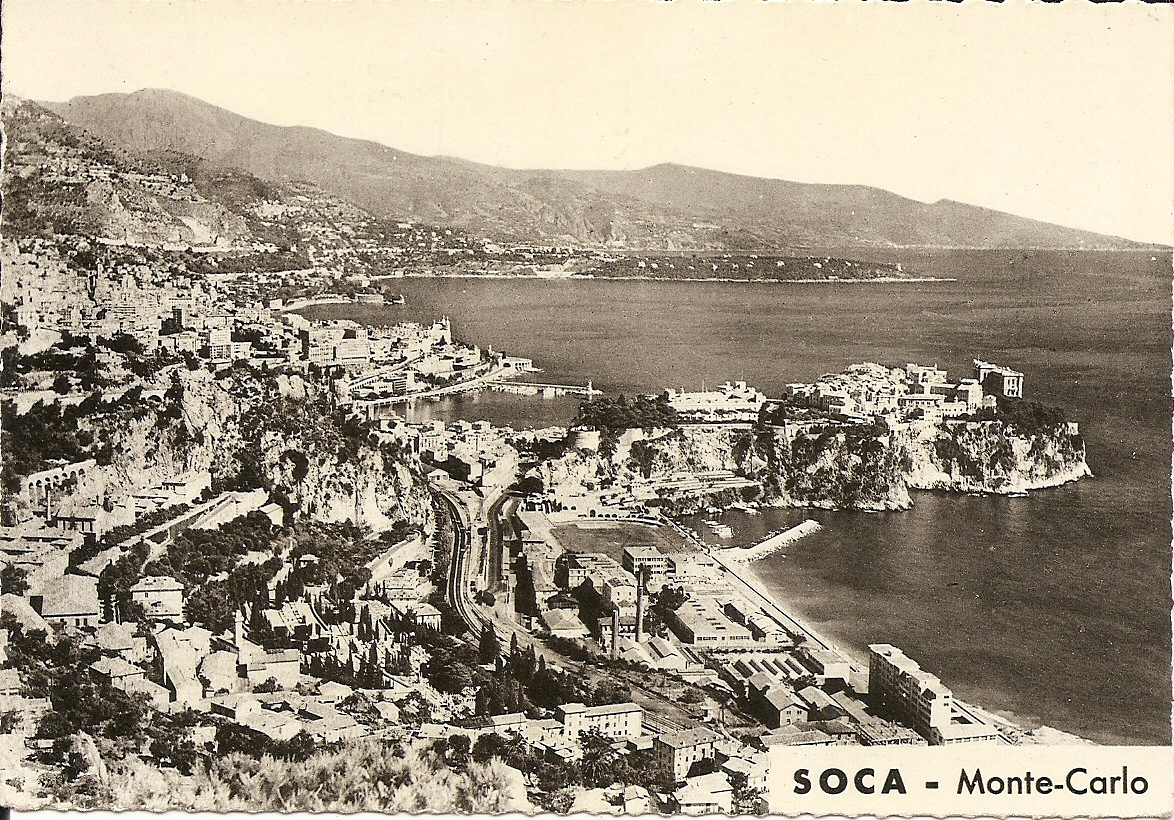
Monaco um 1950

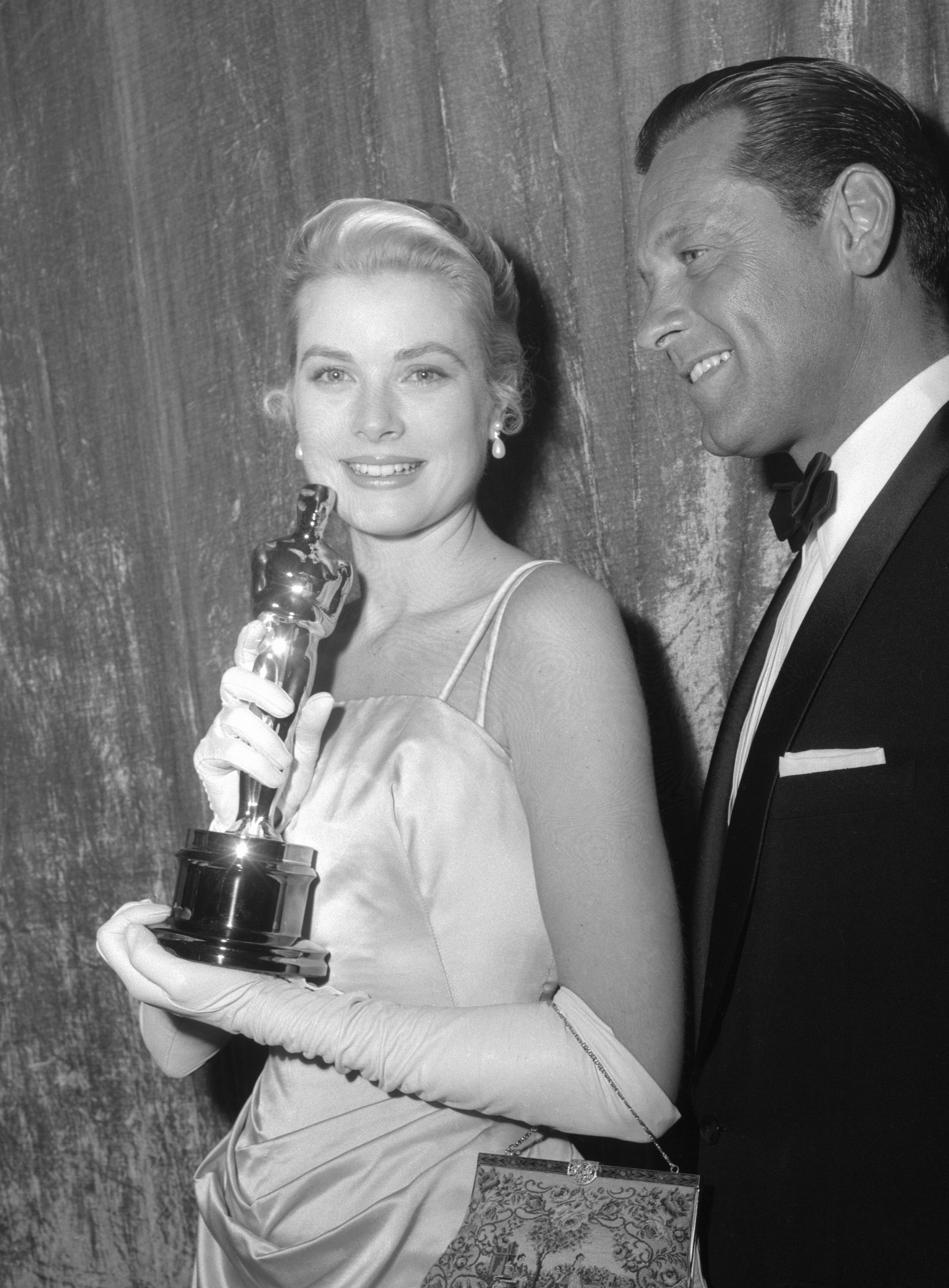
Grace Kelly und William Holden bei der Oscarverleihung 1955

Fürst Rainier III. übernahm im Mai 1949 als Thronfolger die Regentschaft über das Fürstentum Monaco als eines der ältesten Herrscherhäuser Europas. Seine mehrjährige Beziehung zu der geschiedenen französischen Schauspielerin Gisèle Pascal scheiterte 1953 unter anderem aus Gründen der Staatsraison. Nach den Statuten des mit dem angrenzenden Frankreich abgeschlossenen Vertrages aus dem Jahr 1918 war die Sicherung der Nachkommenschaft für die konstitutionelle Monarchie von existentieller Bedeutung. Der charismatische Fürst galt zu diesem Zeitpunkt als einer der begehrtesten Junggesellen der Welt. Der Stadtstaat hingegen steckte in einer ernsten Finanzkrise, da die Besucherzahlen des Casinos als wichtigste Einnahmequelle Anfang der 1950er-Jahre einbrachen. Die wohlhabenden Gäste aus dem europäischen Adel verfügten nach dem Ende des Zweiten Weltkrieges nicht mehr über die notwendigen Geldmittel und suchten zunehmend andere Orte an der französischen Riviera oder außerhalb des Kontinentes auf. Pläne des Fürsten, den Stadtstaat zu modernisieren und in ein internationales Kultur- und Erholungszentrum für ein breiteres Publikum umzugestalten, führten zu Konflikten mit den Traditionalisten im monegassischen Nationalrat. Die notwendige Transformation wurde durch Machtkämpfe mit dem Reeder Aristoteles Onassis zusätzlich erschwert. Der griechische Geschäftsmann erwarb 1955 durch Aktienkäufe eine Mehrheitsbeteiligung an der Société des bains de mer (SBM), dem staatlichen Hotel- und Casinokonzern, und rettete später die größte Bank des Landes vor dem Konkurs. Mit der Kontrolle über die einflussreiche SBM leitete Onassis einen wirtschaftlichen Aufschwung Monacos ein. Eine baldige Vermählung Rainiers, die zur Beschleunigung dieser Entwicklung beitragen und das kleine Land in das Zentrum der Weltöffentlichkeit rücken konnte, schien erstrebenswert.

“My greatest difficulty is in knowing a girl long enough and intimately enough to find out if we are really soul mates as well as lovers. I consider it a duty to my people to get married.”

„Meine größte Schwierigkeit besteht darin, eine Frau lange und gut genug zu kennen, um herauszufinden, ob wir wirklich auch Seelenverwandte sind, nicht nur Liebende. Ich halte es für meine Pflicht meinem Volk gegenüber zu heiraten.“

Die US-amerikanische Filmschauspielerin Grace Kelly feierte 1952 neben Theater- und Fernsehauftritten mit dem mehrfach ausgezeichneten Western Zwölf Uhr mittags ihren ersten großen Filmerfolg. Im Herbst 1954 hatte sie die Dreharbeiten in Südfrankreich zum romantischen Thriller Über den Dächern von Nizza, der dritten und letzten Zusammenarbeit mit Regisseur Alfred Hitchcock, beendet und befand sich auf dem Höhepunkt ihrer Karriere. Mehrere ihr gewidmete Coverstorys, darunter Ende Januar 1955 im auflagenstarken Nachrichtenmagazin Time und knapp drei Monate später in der populären Zeitschrift Life, machten sie einer breiten Öffentlichkeit bekannt. Zudem erhielt sie am 30. März 1955 einen Academy Award als beste Hauptdarstellerin für ihre Darbietung im Filmdrama Ein Mädchen vom Lande. Vertraglich an Metro-Goldwyn-Mayer (MGM) gebunden, drehte sie innerhalb von anderthalb Jahren sechs ihrer insgesamt elf Spielfilme für verschiedene Filmstudios. Trotz der Begeisterung für ihren Beruf führte insbesondere die mediale Aufmerksamkeit um ihre Person bei ihren Aufenthalten in Hollywood zu einem Sinneswandel. Aus diesem Grund nahm Kelly unter Ausnutzung einer Vertragsklausel eine Auszeit von ihren Verpflichtungen bei MGM. Während der Erholungspause, die bis zum Frühjahr 1955 dauerte, richtete sie unter anderem ihre neu gemietete Wohnung an der Fifth Avenue in New York City ein. Zwischenzeitlich endete das von Schlagzeilen in der Regenbogenpresse begleitete Verhältnis mit dem bereits geschiedenen Modeschöpfer Oleg Cassini. Sein Lebenswandel widersprach den Vorstellungen ihrer vom katholischen Glauben geprägten Eltern John B. Kelly senior („Jack“) und Margaret, was ihn ähnlich wie bei zurückliegenden Romanzen mit Schauspielerkollegen zu einem ungeeigneten Heiratskandidaten machte. In der Folge ließ Kelly ihre frühere Affäre mit dem französischen Schauspieler und Drehbuchautor Jean-Pierre Aumont kurzzeitig wieder aufleben, ohne dass sich ein fortwährendes Lebensglück einstellte.

“Of course I consider marriage. But I’ve considered my career longer. If I were to quit now to get married – and I’d have to quit because marriage is a full-time job to my way of thinking – then I’m afraid that all the rest of my life I’d be fretting about what a great actress I might have been.”

„Selbstverständlich möchte ich heiraten. Aber meine Karriere liegt mir mehr am Herzen als der Gedanke an die Ehe. Wenn ich jetzt aufhörte – und aufhören müsste ich, weil die Ehe nach meiner Auffassung eine Frau ganz beansprucht –, dann würde ich mich womöglich mein Leben lang mit dem Gedanken quälen, welch große Schauspielerin ich hätte werden können.“

### Erste Begegnung
Im März 1955 kontaktierte Rupert Allan, der Herausgeber des Magazins Look, Grace Kelly telefonisch in ihrem Apartment in Manhattan und überredete sie zur Teilnahme an den bevorstehenden Internationalen Filmfestspielen von Cannes. Auf Drängen der Motion Picture Association sollte sie als Repräsentantin der Vereinigten Staaten den Oscar-prämierten Film Ein Mädchen vom Lande vorstellen. Wenig später erhielt der Filmredakteur Pierre Galante der französischen Zeitschrift Paris Match anlässlich einer redaktionellen Konferenz im Vorfeld des Festivals den Auftrag, eine Fotoreportage über die prominente Schauspielerin vorzubereiten. Auf Vorschlag des Chefs vom Dienst, Gaston Bonheur, war als besondere Attraktion eine Zusammenkunft mit Fürst Rainier III. im Palast von Monaco vorgesehen, weil man sich eine publicityträchtige Story mit dem heiratswilligen Junggesellen und der ebenfalls ledigen Schauspielerin versprach.
Am 4. Mai 1955 traf Grace Kelly in Paris ein, begleitet von ihrer Freundin, der Kostümbildnerin Gladys de Sogonzac. Im Nachtzug nach Cannes trafen sie auf Pierre Galante und seine damalige Ehefrau, die Filmschauspielerin Olivia de Havilland. Galante nutzte die Gelegenheit, um Kelly einen Ausflug in das nicht weit entfernte Fürstentum als Abwechslung zu ihrem Pflichtprogramm nahezulegen, nachdem er bereits zuvor förmlich beim Sekretariat des monegassischen Palastes angefragt hatte. Als Fürst Rainier sich zu einer zeitnahen Begegnung am 6. Mai um 16:00 Uhr bereit erklärte, musste der Leiter der MGM-Vertretung in Europa, Elias Lapinere, weitere Überzeugungsarbeit leisten, bevor Kelly endgültig einwilligte. Um 17:30 Uhr desselben Tages war sie jedoch als Gastgeberin der US-amerikanischen Delegation für einen offiziellen Empfang in Cannes eingeplant. Daraufhin wurde der Termin im Palast kurzfristig um eine Stunde vorverlegt.
Am nächsten Morgen stand das Treffen kurz vor der Absage. Wegen eines landesweiten Streiks der Elektrizitätswerke war Kelly nicht in der Lage, ihre von der langen Anreise verknitterte Garderobe im Hotelzimmer zu bügeln und ihre nassen Haare zu föhnen. In der Not entschied sie sich für ein unversehrtes schwarzes Kleid aus Taftseide mit einem für den Anlass nach Meinung von Beobachtern eher unpassenden auffälligen rot-grünen Blumenmuster und steckte ihr Haar zu einem Knoten hoch. Statt des von der Etikette vorgeschriebenen Hutes arbeitete de Sogonzac ein Stirnband zu einem diademartigen Kopfschmuck um. Während der zweistündigen Fahrt nach Monaco kam es zu einem Zusammenstoß mit geringfügigem Blechschaden zwischen dem Fahrzeug, in dem Lapinere, Kelly, de Sogonzac und Galante saßen, sowie dem Wagen der Fotografen von Paris Match. Bei der Ankunft war Fürst Rainier noch nicht rechtzeitig von einer vorherigen Veranstaltung zurück. Die Wartezeit von etwa 45 Minuten überbrückten Kelly und ihr Gefolge mit einer Besichtigung des 220 Zimmer umfassenden Palastes. Nach einer Entschuldigung für sein verspätetes Eintreffen, erwidert von einem angedeuteten Hofknicks des Gastes, führte der Regent Kelly durch seinen Privatzoo und die Palastgärten. Den Einschätzungen der anderen Besucher zufolge entwickelte sich trotz des protokollarischen Rahmens eine gegenseitige Sympathie. Bedingt durch den engen Zeitplan dauerte der Rundgang weniger als eine Stunde. Bei der Verabschiedung kündigte Rainier eine Reise in die Vereinigten Staaten im kommenden Winter an, verbunden mit der Hoffnung, die Schauspielerin wiederzusehen.

“He is charming, a very charming man, indeed.”

„Er ist charmant, wirklich ein sehr charmanter Mann.“

### Brautwerbung

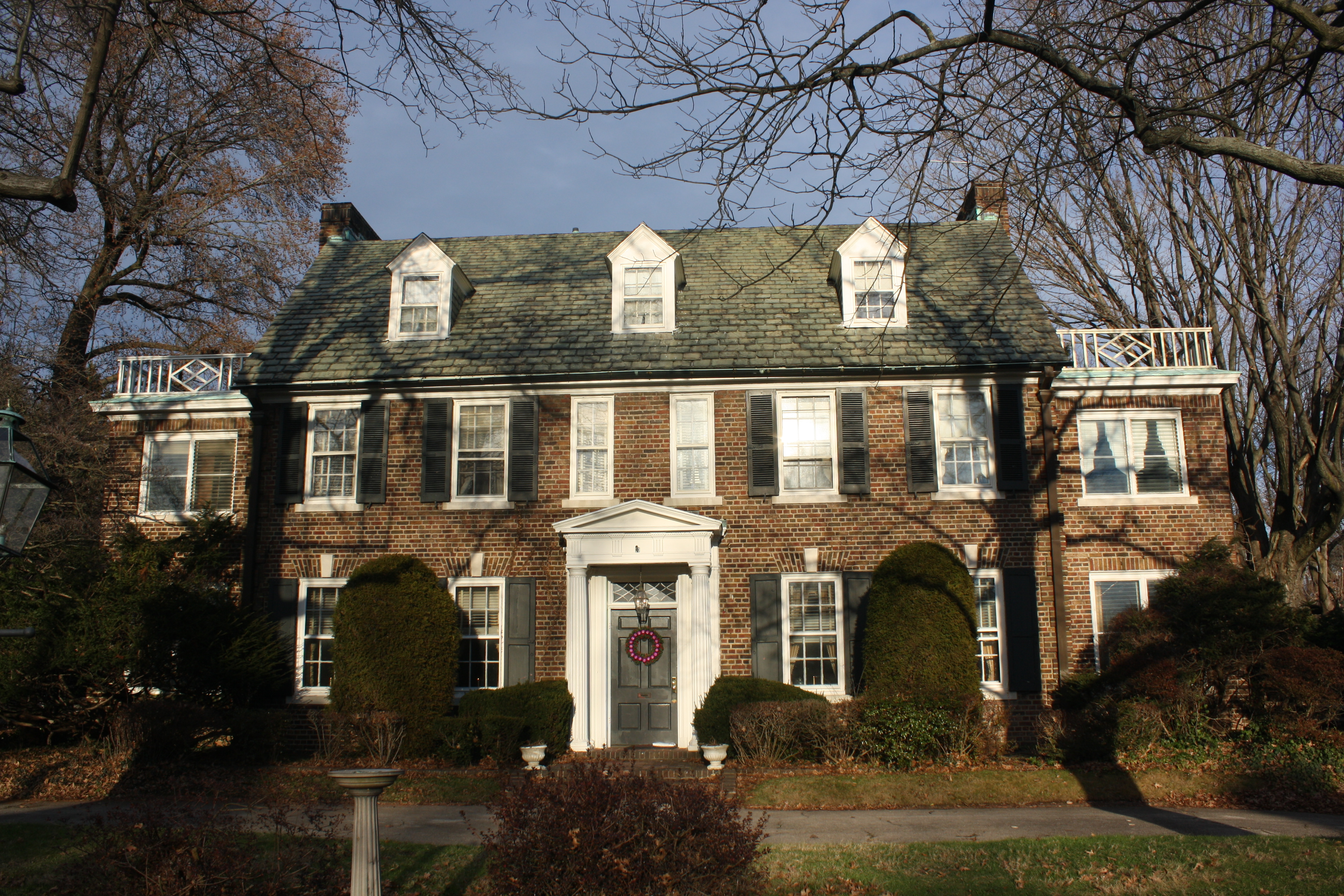
Wohnhaus der Kellys, 3901 Henry Avenue, East Falls, Philadelphia

Noch am Abend nach dem Kennenlernen der Schauspielerin suchte Fürst Rainier seinen engsten Berater Pater Francis Tucker auf und berichtete von seinen Eindrücken. Der Hofkaplan mit irisch-amerikanischen Wurzeln stammte aus der Nähe von Grace Kellys Geburtsort Philadelphia und kannte die Familie. Auf der Suche nach einer passenden Gemahlin für den Monarchen hatte er zuvor einige Kandidatinnen in Erwägung gezogen, darunter Prinzessin Margaret, die Schwester der britischen Königin Elisabeth II., sowie die US-amerikanischen Schauspielerinnen Deborah Kerr, Eva Marie Saint und Natalie Wood. Im Auftrag seiner Durchlaucht verfasste Tucker einen anfangs noch förmlichen Dankesbrief, den Kelly gleichermaßen zurückhaltend beantwortete. Beide fühlten sich von der gegenseitigen Wertschätzung ermutigt, sodass die Korrespondenz im Laufe der Zeit vertraulicher wurde. Im Mai 1955 reiste Tucker in seinen Heimatort Wilmington, um Hintergrundinformationen über Kelly zu beschaffen und ihres tadellosen Leumundes gewiss zu werden.
Derweil konnte sich Grace Kelly im Spätsommer 1955 den vertraglichen Verpflichtungen gegenüber MGM nicht länger entziehen. Dore Schary, der als damaliger Produktionschef von MGM die spekulativen Presseberichte über eine Liebesbeziehung des Filmstars mit Fürst Rainier verfolgte, sah die Gelegenheit gekommen, ein bereits zweimal adaptiertes Theaterstück von Franz Molnár erneut zu verfilmen. Rückblickend nahm das historische Gesellschaftsdrama Der Schwan die kommenden realen Ereignisse vorweg. In der mitunter komödiantisch geprägten Handlung spielte Kelly eine junge Aristokratin, die durch Vermittlung ihrer Mutter mit einem Kronprinzen vermählt werden soll. Eine ihrer prophetischen Textzeilen als Prinzessin lautete: „I want to be a queen.“ (deutsch: „Ich möchte eine Königin sein.“) Während der Dreharbeiten umwarb Rainier den Filmstar mit Briefen und Telefonaten, wodurch sie zeitweise abgelenkt und geistesabwesend wirkte. In einer strategischen Entscheidung wurde der US-Kinostart aus Marketinggründen bis zum 18. April 1956, dem Tag der standesamtlichen Trauung, von MGM hinausgezögert. Doch das Publikum interessierte sich mehr für die wahre Geschichte und brachte dem Studio einen Verlust von knapp 800.000 US-Dollar ein.
Zur selben Zeit konkretisierten sich die Reisepläne des Fürsten. Neben zwei Jahrestagen, die Pater Tucker Anfang 1956 in seinem Geburtsort feierlich begehen wollte, lieferte ein mit den Kellys befreundetes Ehepaar während eines Aufenthaltes in Monaco einen weiteren Vorwand für eine Stippvisite. Anfang November 1955 unterrichtete er in Übereinstimmung mit dem franko-monegassischen Vertrag von 1918 pflichtgemäß die französische Regierung über seine wahren Absichten. Auch in teilweise arrangierten Interviews befeuerte er die Gerüchte um eine bevorstehende Brautschau im Rahmen seiner mehrwöchigen Reise in die Vereinigten Staaten. In diesem Zusammenhang lieferte er eine auf Kelly passende Beschreibung seines Idealbildes einer Ehefrau und erwähnte beiläufig ihren Namen. Am 8. Dezember brach Rainier zusammen mit seinem Kaplan sowie seinem Sekretär und Leibarzt Robert Donat per Schiff von Le Havre nach New York City auf. Ursprünglich sollte er nach seiner Ankunft nach Los Angeles zum MGM-Filmset weiterfliegen, wo ein erneut von Fotografen begleitetes Wiedersehen mit der Schauspielerin vorgesehen war. Verzögerungen im Drehplan ließen die Beteiligten jedoch umdisponieren. Rainier wurde nun zu einem Besuch am Abend des Ersten Weihnachtsfeiertages im Haus der Kellys erwartet. Im Gegensatz zu den früheren Bekanntschaften ihrer Tochter erachteten die Eltern den ehrwürdigen Gast während der Festtage als eine Bereicherung.

“Prince, there are a lot of rumors linking you to virtually everybody – and the latest one is with Grace Kelly. Would you comment on that for us? — No, I just met Grace Kelly when she came to the palace. She was at Cannes for the festival – and that’s all. — There are many stories that you’re actively seeking a wife. Would you care to comment on that? — No, I’m not – that is a misquote. — If you were to marry, what kind of girl do you have in mind? — I don’t know. The best. — What is your estimation of the best? — Getting closer aren’t we? I don’t know, she has to have a lot of qualities because I have a horrible character.”

„Hoheit, vielen Gerüchten zufolge stehen Sie mit verschiedenen Frauen in Kontakt – jede könnte es sein. Das letzte Gerücht: Grace Kelly. Würden Sie das für uns kommentieren? — Nein, ich lernte Grace Kelly einfach nur kennen. Sie besuchte den Palast, als sie in Cannes war, beim Festival. Das ist alles. — Es gibt viele Berichte darüber, dass Sie aktiv nach einer Ehefrau suchen. Könnten Sie dazu etwas sagen? — Nein, das bin ich nicht. Das wurde falsch zitiert. — Aber wenn Sie heiraten wollten, was für ein Mädchen wäre das? — Ich weiß es nicht. Die Beste. — Und was wäre das für Sie? — Wir kommen der Sache näher, wie? Nun, sie braucht viele gute Eigenschaften, weil ich einen schrecklichen Charakter habe.“

### Verlobung

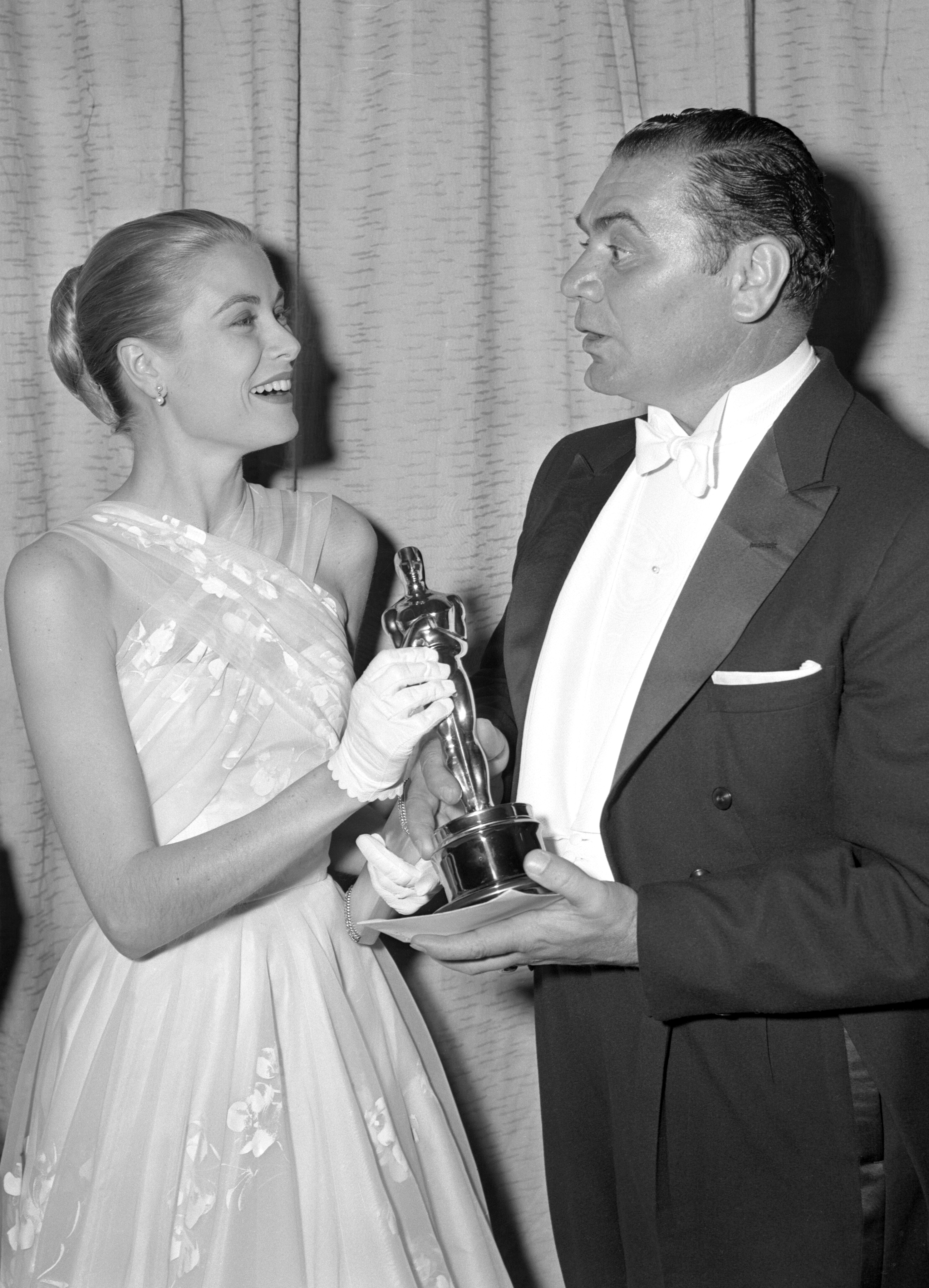
Grace Kelly und Ernest Borgnine bei der Oscarverleihung 1956

Am 27. Dezember reiste Grace Kelly gemeinsam mit Fürst Rainier zu Stimmübungen für ihren letzten Kinofilm Die oberen Zehntausend nach Manhattan. Tags darauf überreichte ihr der Fürst bei einem intimen Abendessen im New Yorker Hotel Waldorf-Astoria ein bebildertes Buch über die Geschichte Monacos. Während des nachfolgenden Spazierganges hielt er auf dem Mittelstreifen der Park Avenue nach einigen vergeblichen Anläufen um ihre Hand an.
Die Verlobung wurde offiziell am 5. Januar 1956 im Philadelphia Country Club bekannt gegeben, zu dem neben dem engsten Freundes- und Familienkreis unter anderem der damalige Gouverneur George Michael Leader sowie Bürgermeister Richardson Dilworth eingeladen waren. Nachdem Rainier beim Heiratsantrag nur über ein provisorisches Schmuckstück verfügt hatte, trug Kelly nun einen Verlobungsring mit einem zwölfkarätigen Diamanten und kleineren Rubinen, welche die Nationalfarben Monacos repräsentierten. Am selben Tag ließ auch der Innenminister des Fürstentums die Nachricht seinen Landsleuten verlautbaren. Nach dem Lunch versammelten sich etwa 100 Reporter im Haus der Kellys. Am nächsten Tag besuchte das Paar den Wohltätigkeitsball im Hotel Waldorf-Astoria, der unabhängig von den jüngsten Begebenheiten unter dem Motto „A Night in Monte Carlo“ stand. Später ließen sie den Abend im Harwyn Club beim Tanz ausklingen.
Am 8. Januar 1956 nahmen Kelly und Rainer am feierlichen Hochamt in der St. Anthony’s Church in Wilmington teil, um Pater Tuckers Ordensjubiläum und seinen 67. Geburtstag zu begehen. Noch am selben Nachmittag reiste die Schauspielerin nach Los Angeles zum Drehbeginn für das Filmmusical. In der Zwischenzeit gab Margaret Kelly ein vom Journalisten Richard Gehman aufgezeichnetes und vom King Features Syndicate weltweit verbreitetes Interview mit pikanten Details über das Vorleben ihrer Tochter, das im Los Angeles Herald Examiner als zehnteilige Serie abgedruckt wurde. Nach Abschluss der Dreharbeiten blieb Kelly in Los Angeles und überreichte am 21. März 1956 bei ihrem letzten öffentlichen Auftritt vor der Abreise aus den Vereinigten Staaten anlässlich der Oscarverleihung als Vorjahressiegerin die Auszeichnung als bester Hauptdarsteller.
Von Familienangehörigen und Freunden nach ihrem spontanen Entschluss gefragt, antwortete Kelly wiederholt, dass es neben der aus ihrer Sicht rechtzeitigen Abkehr vom Filmbusiness auch um die lange versagte Anerkennung durch ihren Vater ging. Bedenken aus ihrem Umfeld, die Heirat wäre angesichts der kurzen Zeit zum gegenseitigen Kennenlernen ein Risiko, begegnete sie selbstsicher mit der Aussicht auf Stabilität nach ihrem zuvor von kurzzeitigen Beziehungen geprägten Liebesleben.

“When I first came to Hollywood five years ago, my makeup call was at eight in the morning. On this movie, it’s been put back to seven-thirty. Every day, I see Joan Crawford, who’s been in makeup since five, and Loretta Young, who’s been there since four in the morning. I’ll be goddamned if I’m going to stay in the business where I have to get up earlier and earlier and it takes longer and longer for me to get in front of a camera.”

„Als ich vor fünf Jahren zum ersten Mal nach Hollywood kam, musste ich um acht Uhr morgens zur Maske antreten. Bei diesem Film jetzt hat man den Appell auf halb acht vorverlegt. Tagtäglich sehe ich Joan Crawford, die um fünf in die Maske muss, und Loretta Young, die schon um vier Uhr morgens antritt. Ich hab’ weiß Gott keine Lust, in einem Beruf auszuharren, in dem ich von Jahr zu Jahr früher aufstehen muss und es immer länger dauert, bis ich mich vor der Kamera sehen lassen kann.“

### Voreheliche Vereinbarungen
Während Rainiers Aufenthalt in den Vereinigten Staaten unterzog sich Grace Kelly einer gynäkologischen Untersuchung in einem Privatsanatorium außerhalb Philadelphias, die vor ihrer Familie und der Öffentlichkeit geheim gehalten wurde. Derartige Vorkehrungen waren durchaus üblich, da eine Adoption im Vorfeld einer Eheschließung in Adelskreisen kaum ernsthaft in Erwägung gezogen wurde. Robert Donat, der mitgereiste Vertraute Rainiers, fungierte als Mittelsmann zwischen der ausführenden Frauenärztin und den Beamten des monegassischen Palastes.
Der von den Anwälten des Fürstentums ausgehandelten Mitgift in Höhe von zwei Millionen US-Dollar, die von den Pressesprechern im Laufe der Jahre diplomatisch als „finanzielle Vereinbarung“ etikettiert wurde, stimmte Kellys vermögender Vater Jack nur widerwillig zu. Von den Gepflogenheiten in der europäischen Aristokratie zeigte er sich befremdet und nahm zunächst an, der „bankrotte Fürst“ wolle seinen maroden Besitz auf Kosten der Kellys sanieren. Unter Hinweis auf die zahlreichen Ländereien, die der Regent sein Eigentum nannte, konnte Jack vom Gegenteil überzeugt werden. Letztendlich verband er mit der prestigeträchtigen Heirat seiner zweitältesten Tochter die Hoffnung, das eigene Image in der höheren Gesellschaft Philadelphias aufzuwerten, das ihm trotz seiner geschäftlichen Erfolge bislang versagt geblieben war. Wie erst nachträglich bekannt wurde, übernahm die spätere Braut die Hälfte des Betrages.
Überdies zeigten sich Rainier und seine Gefolgsleute bei der Ausarbeitung des Ehevertrages anfangs unnachgiebig. Obwohl das französische Recht üblicherweise eine Gütertrennung vorsieht, bestanden die Anwälte des Palastes faktisch auf einer Zugewinngemeinschaft. Jack war jedoch mit diesem Vorschlag nicht einverstanden, weil er beabsichtigte, seiner Tochter einen Anteil an seiner Baufirma als Hochzeitsgeschenk zu überschreiben, ohne dass die Beteiligung in den Besitz des Fürstentums übergeht. Zudem fühlte er sich von der Gegenseite abschätzig behandelt. Dank des in ihrer Schauspielkarriere angeeigneten Verhandlungstalentes erzielte Kelly schließlich im persönlichen Gespräch mit Rainier einen Kompromiss: Ein Teil ihrer Vermögenswerte verblieb weiterhin bei US-amerikanischen Banken. Im Gegenzug würden alle aus der Ehe hervorgehenden Nachkommen im Fall einer Scheidung dem Vater zugesprochen.
Der Leiter des Privatkabinetts des Fürsten gab derweil zu Protokoll, dass die Hochzeit aufgrund gesetzlicher Vorgaben in Monaco stattfinden müsse. Diese Ankündigung verärgerte Kellys Eltern, denen Rainier die Ausrichtung der Feier im heimatlichen Philadelphia zunächst in Aussicht gestellt hatte. Mit diplomatischem Geschick und unter Verweis auf die prunkvolle Zeremonie, die der Braut nicht versagt bleiben dürfe, gelang es Pater Tucker, sowohl die Familie zu besänftigen als auch den Wünschen des monegassischen Nationalrates nachzukommen. Um ihre Heimatgemeinde dennoch an dem Ereignis zu beteiligen, finanzierten Jack und Margaret Kelly eine Deckenneubemalung in der St. Bridget’s Roman Catholic Church im Stadtteil East Falls, der Taufkirche ihrer Tochter, die dem Stil der Kathedrale Notre-Dame-Immaculée in Monaco nachempfunden sein sollte. Mit der Zeit kamen Ausstellungsstücke über die Kellys in einem Schaukasten hinzu.
Nach der verklärenden Romanze wurde Kelly bei diesen unerwarteten Begleiterscheinungen mit Charaktereigenschaften ihres zukünftigen Ehemannes konfrontiert, welche zwar für seine Amtsführung unabdingbar waren, die Ehe in den Folgejahren aber wiederholt vor eine Belastungsprobe stellen sollten.

### Überfahrt
Am 4. April 1956 versammelten sich Reporter und Fans am Pier 84 im Westen Manhattans, um Grace Kelly im Rahmen einer Pressekonferenz zu verabschieden. Wegen des Andranges legte das Passagierschiff Constitution vom Schiffsanleger am Hudson River mit 45-minütiger Verspätung ab. Neben etwa 70 Angehörigen und Freunden – darunter drei ihrer sechs Brautjungfern – begleiteten über 100 Journalisten die zukünftige Fürstin auf der achttägigen Seereise nach Monaco. Zu den Gefährten gehörte auch ein schwarzer Pudel namens Oliver, ein Geschenk von Cary Grant und seiner Frau. Die Reederei American Export Lines hatte aufgrund der zu erwartenden Unannehmlichkeiten allen anderen gebuchten Passagieren angeboten, zu luxuriösen Konditionen auf ein anderes Schiff zu wechseln. Während die Hochzeitsgäste auf Kosten von Jack Kelly in der Ersten Klasse untergebracht waren, wurden die Pressevertreter in der Deckklasse separiert. Trotz mancher melancholischen Momente voller Ungewissheit wurde die Überquerung des Atlantiks zu einer geselligen Angelegenheit.
Aufgrund der zahlreichen festlichen Anlässe an Bord reiste Kelly mit großem Gepäck, zu dem einige voluminöse Schiffskoffer gehörten, während die restlichen Gepäckstücke zwei Lieferwagen ausfüllten. Im Vorfeld der Überfahrt hatte sie mithilfe der Modeberaterin Eleanor Lambert Garderobe im Wert von 25.000 US-Dollar erstanden, darunter ein Zobel- und Nerzmantel sowie jeweils annähernd zwei Dutzend Hüte und Schuhe. Das Hochzeitskleid befand sich in einer Metallkiste im Laderaum, die den neugierigen Fotografen verborgen blieb. Über Radio Monte Carlo hielt Kelly vom Schiff aus eine Ansprache an das monegassische Volk.
Bei der Ankunft am Morgen des 12. April 1956 nach einem Zwischenhalt in Cannes musste die Constitution in der Bucht vor Monaco vor Anker gehen, weil Schiffe dieser Größenordnung im beengten Hafen des Fürstentums nicht anlegen konnten. Die Gäste wurden mitsamt ihrem Gepäck in Barkassen an Land gebracht. Begleitet von musikalischen Darbietungen und Hubschrauberlärm wurde Kelly von Fürst Rainier auf dessen Yacht Deo Juvante II in Empfang genommen und von nahezu 20.000 Einheimischen und Touristen begrüßt. Aristoteles Onassis ließ Tausende roter und weißer Nelken für 15.000 US-Dollar von einem Wasserflugzeug aus in das Meer werfen. Zum Unwillen der Fotografen und Zuschauer verdeckte ein breitkrempiger Hut während des gesamten Begrüßungsaktes Kellys Gesicht. Nach der Vorstellung der Honoratioren Monacos und offiziellen Ansprachen fuhr das Paar in einem grünen Chrysler zum Palast, in dem auch ihre Eltern während der Feierlichkeiten untergebracht waren. Nachdem die zukünftige Fürstin mit dem Personal bekannt gemacht worden war, begaben sich die vier zusammen mit Pater Tucker zur Schlosskapelle, um ein Dankgebet für die wohlbehaltene Ankunft zu sprechen.

“I wonder, Grace, if in this moment of excitement and some slight confusion you’ve any special thoughts about leaving the States, about leaving your country and going on to this new life for you. — Well, Jinx, just getting married is a very big step for any girl and of course I have a great many feelings about that and it’s a very exciting thing and I’m very, very happy. Of course I’m a little sad to be leaving home, but I hope to be back quite often.”

„Ich wüsste gern, ob Sie in diesem Moment, trotz all der Hektik und Verwirrung, auch daran denken, dass Sie jetzt Ihre Heimat verlassen und einem ganz neuen Leben entgegengehen, Grace. — Wissen Sie, Jinx, die Hochzeit ist ein wichtiger Einschnitt im Leben jedes Mädchens, und ich denke sehr viel darüber nach. Es ist eine aufregende Sache, und ich bin sehr, sehr glücklich. Natürlich macht es mich auch ein bisschen traurig, dass ich von zu Hause fort muss, aber ich werde hoffentlich recht oft zu Besuch kommen.“

## Standesamtliche Trauung

### Zeremonie

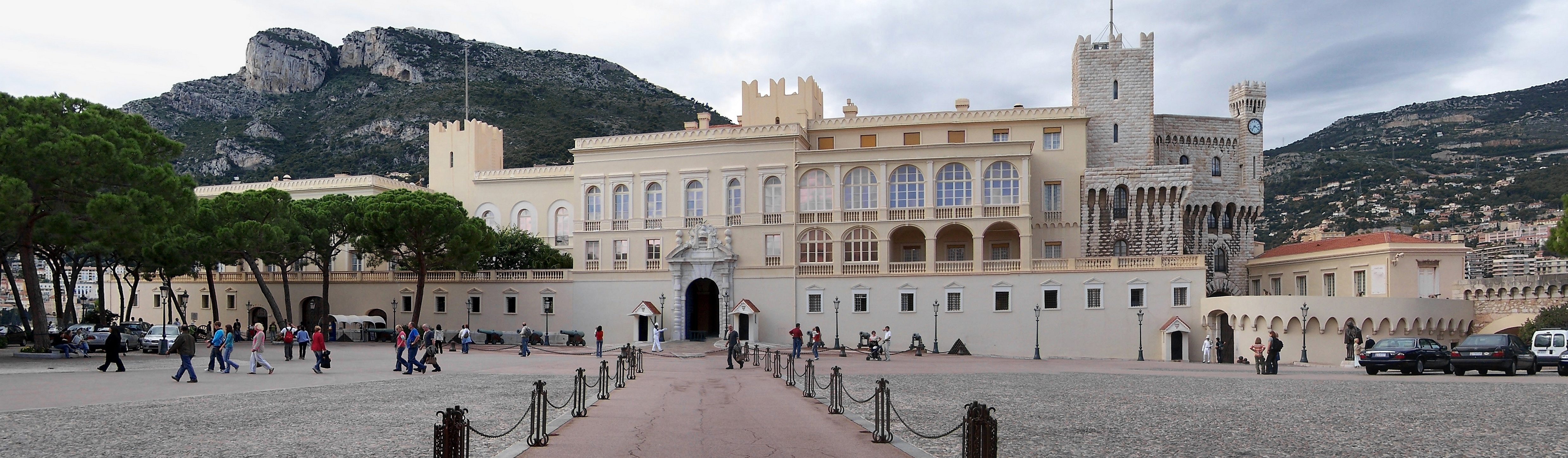
Fürstenpalast in Monaco

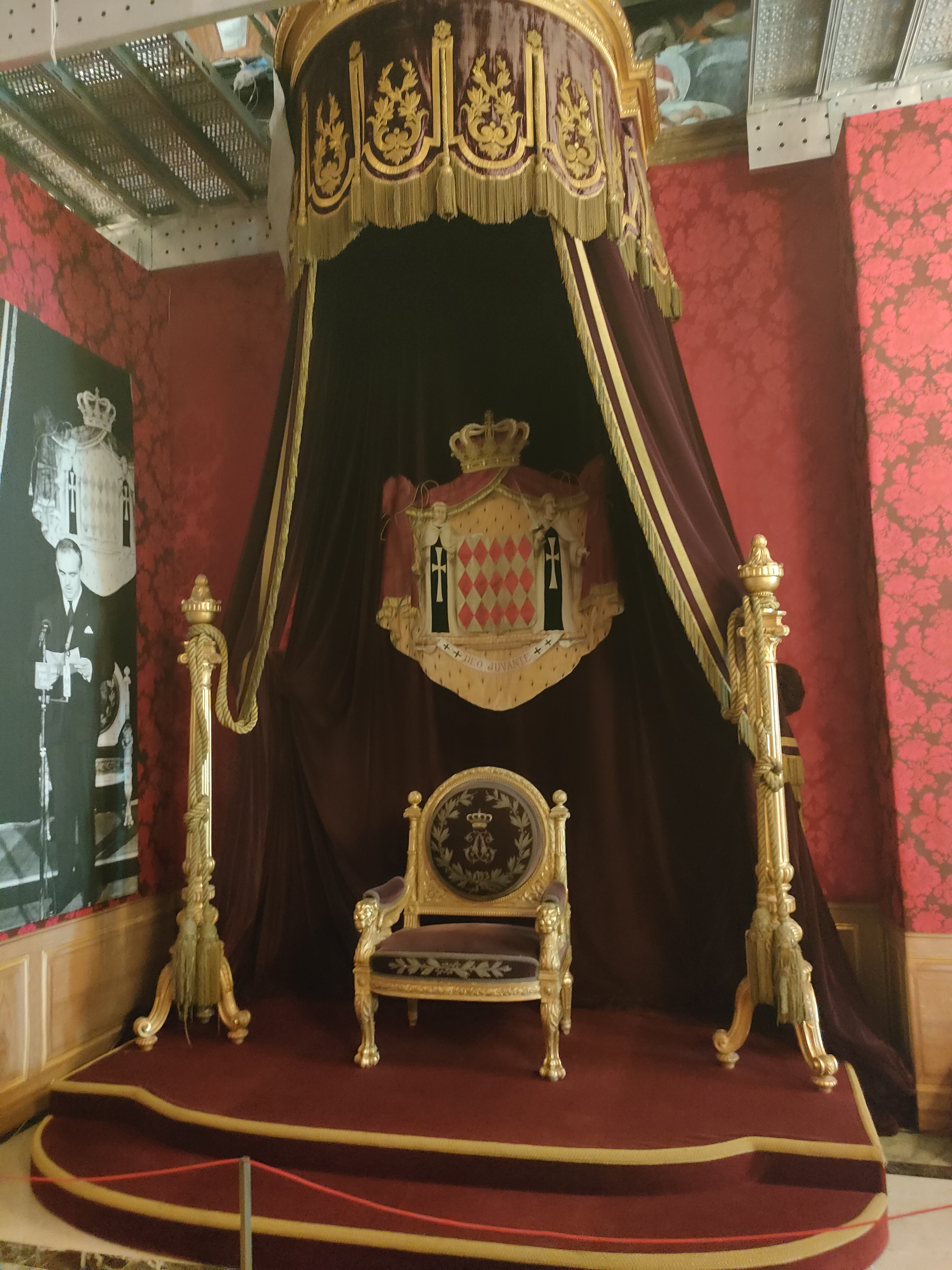
Thronsaal im Palast

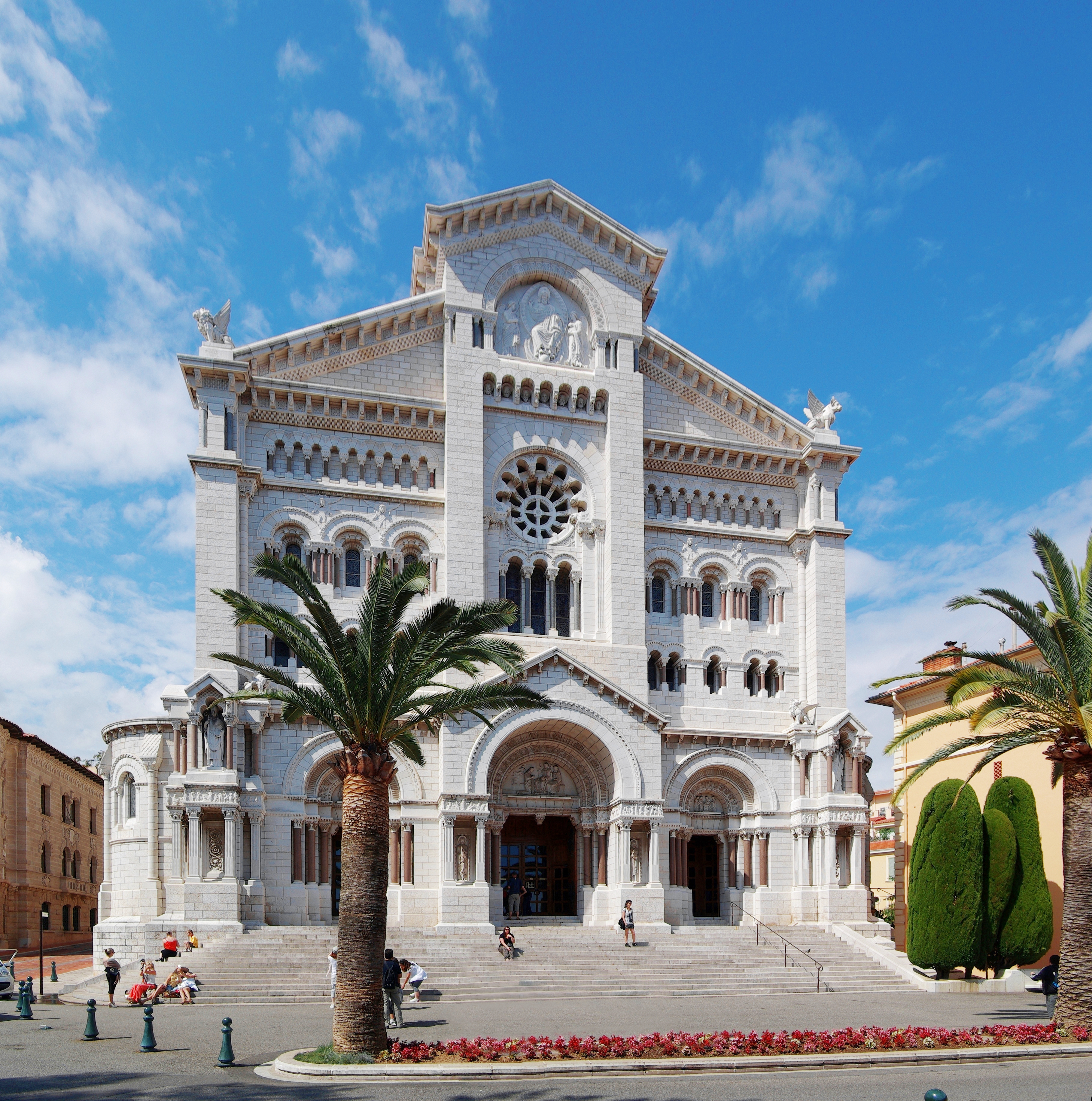
Kathedrale Notre-Dame-Immaculée, Schauplatz der kirchlichen Trauung

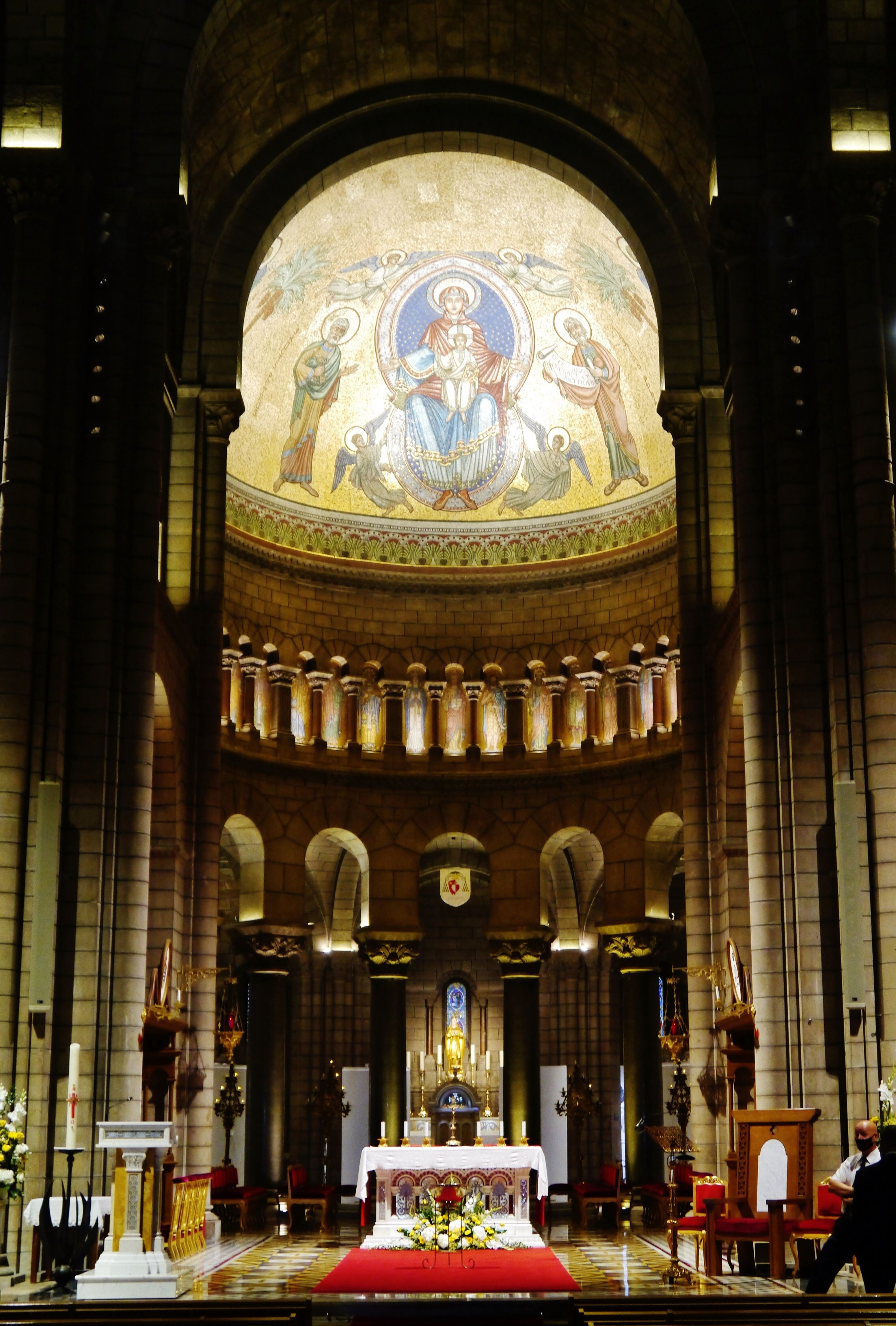
Altarraum in der Kathedrale

Die standesamtliche Trauung nach monegassischem Recht fand am Morgen des 18. April 1956 im mit rot-goldenem Samt ausgeschlagenen Thronsaal des Palastes statt. Seit der letzten Eheschließung der inzwischen geschiedenen Eltern des Fürsten Pierre de Polignac und Charlotte von Monaco waren mehr als 35 Jahre vergangen. Der Saal fasste etwa 100 Personen, sodass neben den obligatorischen Würdenträgern und Repräsentanten aus 25 Ländern nur die engsten Angehörigen und Freunde des Brautpaares teilnehmen konnten. Von Kellys Familie fehlten nur ihre Schwägerin Mary sowie die jüngere Schwester Elizabeth Anne („Lizanne“) wegen der unmittelbar bevorstehenden Geburt ihres ersten Kindes, das später den Namen Grace erhielt.
Das Brautpaar nahm in hochlehnigen sesselartigen Stühlen mit vergoldetem Damastbezug Platz. Kelly trug ein rosenholzfarbenes wadenlanges Seidentaftkleid mit aufwändiger Spitze, kleinem Kragen und Dreiviertelärmeln sowie Seidenpumps. Auf ihrem farblich passend abgestimmten Barett befand sich eine Stoffblume, in kurzen Handschuhen hielt sie einen Rosenstrauß. Rainier trug einen Stresemann mit perlgrauer Weste und grau gestreifter Hose. Aufgrund der Anspannung hatte Kelly seit ihrer Abreise in New York City an Gewicht eingebüßt. Zudem hatten die Belastungen der zurückliegenden Woche Spuren in ihrem Gesicht hinterlassen. Ferner war beiden die nervöse Anspannung anzumerken. Die Distanziertheit und Emotionslosigkeit war ein unter Aristokraten übliches Verhaltensmuster bei offiziellen Anlässen. Hinzu kam, dass insbesondere Rainier in dem ohnehin stickigen Saal unter der Hitze der großen Bogenlampen litt, die das Geschehen für die Fernsehkameras ausleuchteten. Im Anschluss wurden Teile des Zeremoniells noch einmal für die Kameras von MGM wiederholt.
Marcel Portanier, der Justizminister von Monaco, vollzog die zivile Trauung. In einer ausschweifenden 40-minütigen Prozedur verlas der Richter die vorgeschriebenen Trauungsformeln aus dem Code civil mit einer langen Liste von Pflichten und zählte die 142 Titel Rainiers und weitere 134 Titel auf, die die Fürstin erhalten sollte, darunter zweifache Herzogin, Viscountess, achtfache Gräfin, vierfache Marquise und neunfache Baronin. Das frisch verheiratete Paar musste sich neben den Eltern der Brautleute und anderen Personen in ein Registerbuch eintragen.
Die Trauzeugen des Bräutigams waren Rainiers ältere Schwester Prinzessin Antoinette, sein Cousin Comte Charles de Polignac sowie sein Freund und Haushofmeister Oberstleutnant Jean-Marie Ardant. Auf Seiten der Braut übernahmen Kellys ältere Schwester Margaret Katherine („Peggy“) und ihr älterer Bruder John B. Kelly junior („Kell“) diese Funktion.

### Feierlichkeiten
Die Hochzeitsgäste versammelten sich danach zu einem Mittagessen im Stadtbezirk La Condamine. Am Nachmittag wurde ein Empfang mit Kuchenbuffet und Champagner für 3.000 geladene monegassische Bürger im Ehrenhof des Palastes ausgerichtet. Zum Unterhaltungsprogramm gehörte ebenso ein Fußballspiel zwischen AS Monaco und Sampdoria Genua im 1939 erbauten alten Nationalstadion Louis II sowie eine Varietégala am Quai Albert Ier.
Am Abend veranstaltete das Opernhaus eine von Stan Kenton komponierte und vom London Festival Ballet getanzte Ballettaufführung mit dem Titel Hommage an eine Fürstin (Homage to the Princess), deren Höhepunkt ein Pas de deux von Margot Fonteyn und Michael Somes darstellte. Gracia Patricia trug ein weißes Organzakleid, lange weiß schimmernde Handschuhe, eine weiße Nerzstola sowie ein diamantenbesetztes Diadem. Über dem Kleid befand sich eine rot-weiße Schärpe mit Großkreuz, der Orden des heiligen Karl, den der Fürst ihr als öffentliche Anerkennung seiner Wertschätzung zuvor im privaten Kreis überreicht hatte. Zu den Gästen außerhalb der Fürstenloge gehörten ihre Brautjungfern, ihr Zahnarzt aus Philadelphia, ihr ehemaliger Babysitter, der Journalist Rupert Allan, der Hollywood-Agent Jay Kanter, der MGM-Pressevertreter und ihre MGM-Friseuse Virginia Darcy.
Nach Mitternacht zogen sich die rechtskräftig Verheirateten in getrennte Quartiere zurück, weil nach der damals vorherrschenden Sittenstrenge erst die kirchliche Trauung den Ehestand besiegelt. Rainier übernachtete in seiner Residenz am Cap Ferrat. Kelly bezeichnete diese Regelung missmutig als Relikt aus dem Viktorianischen Zeitalter.

## Kirchliche Trauung

### Zeremonie
Am 19. April 1956 gegen 10:30 Uhr vormittags wurde Grace Kelly am Arm ihres Vaters Jack zum Hochaltar der unweit des Palastes befindlichen und mit weißen Blumengestecken geschmückten Kathedrale Notre-Dame-Immaculée geführt. Im Gefolge befanden sich ihre sechs Brautjungfern und die Ehrenbrautjungfer in gelben Organdykleidern und steifkrempigen Hüten, die vier Blumenmädchen in weißen Kleidchen sowie die beiden Ringträger in weißen Rüschenhemden und Kniebundhosen aus Satin. Vor dem Portal der Hauptkirche Monacos stand die Palastgarde in Galauniform mit aufgepflanztem Bajonett Spalier. Auf dem gegenüberliegenden Vorplatz erwiesen Matrosen der US-Navy sowie der britischen, französischen und italienischen Marine von den im Hafen liegenden Schiffen USS Heermann, HMS Dalrymple, Kersaint und Airone dem Brautpaar ihre Ehre. Zu beiden Seiten des Mittelganges hingen große Goldkörbe mit Löwenmäulchen und in antiken goldenen Kandelabern brannten weiße Kerzen.
Gemäß Brauchtum mussten Bürgerliche grundsätzlich auf Angehörige des Adels warten. Von Fanfaren angekündigt, traf Rainier einige Minuten nach der Braut an der Seite seines Adjutanten Graf d’Aillières ein. Der Fürst hatte seine Hochzeitsuniform nach napoleonischen Modellen selbst entworfen. Neben einer schwarzen Uniformjacke mit goldbestickten Manschetten und Epauletten sowie verschiedenen Ehrenzeichen der französischen und italienischen Militärgeschichte, zu denen auch die rot-weiße Schärpe mit dem Orden des heiligen Karl gehörte, trug er eine himmelblaue Hose, die seitlich mit goldenen Streifen besetzt war. An der linken Seite befand sich das Schwert. In seinen mit weißen Handschuhen bedeckten Händen hielt er einen hellblauen und mit Straußenfedern versehenen Zweispitz.
Monsignore Gilles Barthe, der Bischof von Monaco, leitete die Zeremonie mit einer knapp 20-minütigen religiösen Ansprache ein. Neben dem Geistlichen assistierten Pater John Cartin, der Priester der Kellys aus Philadelphia, und Pater Francis Tucker, der mitunter dezente Hinweise zu den gebotenen Verhaltensregeln flüsterte. Im Anschluss an die Gebete und Gelübde gaben sich Braut und Bräutigam gegenseitig auf Französisch das Jawort und tauschten die Eheringe. Die mit gedämpfter Stimme geäußerte Zustimmung „Oui, Monseigneur“ war für die anwesenden Gäste und Korrespondenten kaum verständlich. Gracia Patricia musste dem nervösen Rainier beim Anstecken ihres Ringes helfen. Danach führten das Orchester und Solisten der Opéra de Monaco unter der Leitung von Kapellmeisterin Nadia Boulanger ein musikalisches Programm auf, zu dem der Organist Émile Bourdon den selbst komponierten und dem Brautpaar gewidmeten Cortège Nuptial (deutsch: „Hochzeitszug“) beisteuerte. Zum Abschluss der Messe richtete Paolo Marella, Gesandter von Papst Pius XII., den Neuvermählten die Glückwünsche des Vatikans aus.
Zu den dargebotenen Werken gehörten unter anderem In dir ist Freude, Ave Maria und Präludien von Johann Sebastian Bach, die Motette Ecce sacerdos magnus von Tomás Luis de Victoria, der Lobgesang Alleluia von Henry Purcell, Kyrie aus dem Requiem von Wolfgang Amadeus Mozart, das Gloria aus Missa Papae Marcelli von Giovanni Pierluigi da Palestrina, Benedictus aus der Kleinen Orgelsolomesse von Joseph Haydn, Hallelujah von Georg Friedrich Händel sowie Stücke von Giovanni Gabrieli, Thomas Tallis und Gilles Binchois.
Der Zeremonie ging drei Tage zuvor eine Generalprobe voraus, mit der sowohl die komplizierten Abläufe einstudiert als auch die besten Positionen für die Kameras und Scheinwerfer ermittelt werden sollten. Dabei behielt Kelly auch in der Kirche ihre Sonnenbrille auf, um die dunklen Ringe unter den Augen zu verbergen.

### Brautkleid
Bereits am 23. Januar 1956 gab MGM bekannt, dass das Hochzeitskleid von der Kostümbildnerin und Modedesignerin Helen Rose entworfen wird. Es entstand über einen Zeitraum von zwei Monaten unter Einsatz von 35 Mitarbeitern der Kostümabteilung am Hauptsitz des Studios in Culver City. Zwei Tage vor der kirchlichen Trauung wurden Details zur Gestaltung veröffentlicht. Das in einem sanften Elfenbeinton gehaltene Kleid hatte einen Stehbund, lange Ärmel und einen langen Rock, aus dessen V-förmigen rückwärtigem Schlitz die Schleppe fächerartig auslief. MGM umschrieb die Kreation mit den Worten „in regal style designed along Renaissance lines“ (deutsch: „im königlichen Stil mit Renaissance-Schnitt“), den Rock als „bell-shaped“ (deutsch: „glockenförmig“) und die drei Petticoats sowie die Rockstütze als „masterpiece of engineering“ (deutsch: „Meisterwerk der Handwerkskunst“). Gemäß MGM-Archiv beliefen sich die Kosten auf 7.266,68 US-Dollar für Material und Verarbeitung, die Vergütung der Designerin nicht eingerechnet. Rose bezeichnete ihr Werk als das teuerste Kleid, das sie jemals nach ihren Vorgaben fertigen ließ. Verbraucht wurden knapp 25 Meter Peau de soie, 25 Meter Seidentaft, nahezu 100 Meter Seidentüll und annähernd 280 Meter Spitze. Für die perlenbestickte Corsage, den Brautschleier und die Schleppe kam Brüsseler Rosalinenspitze zum Einsatz, während für den Saum der Rockstütze und der Petticoats Valenciennesspitze verwendet wurde. Über dem nach hinten zurückgekämmten Haar befand sich eine mit Perlen und wächsernen Orangenblüten kranzförmig versehene, auch Juliet-Cap genannte Kopfbedeckung. Das gesamte Kleid bestand aus vier Teilen, die in einer mühsamen Prozedur nacheinander angezogen werden mussten. Neben einem Bukett aus Maiglöckchen trug die Braut während der Trauung eine kleine Bibel aus Rosalinenspitze mit einem gestickten Perlenkreuz und stofflich passendem Einschlag. Außerdem führte sie ein Taschentuch bei sich, das sie nach angelsächsischer Tradition von ihrer Schwester Lizanne „geliehen“ hatte.
Die Reaktionen der Presse waren überwiegend positiv: The Philadelphia Inquirer beschrieb die Braut als „truly beautiful, both at a distance and close up“ (deutsch: „wirklich schön, sowohl aus der Ferne als auch von Nahem“). Der Syracuse Herald-Journal kommentierte: „Her manner made driven snow look unchaste.“ (deutsch: „Ihr Auftreten ließ Schneetreiben unkeusch aussehen.“) Die Associated Press merkte an: „Grace was gorgeous, her attire setting off to perfection her classic blonde features and little figure. […] The bride looked serenely regal and serious as she entered the cathedral.“ (deutsch: „Grace war wunderschön, ihre Kleidung brachte die klassischen Züge einer Blondine und ihre zarte Figur perfekt zur Geltung. […] Die Braut wirkte hoheitsvoll und ernst, als sie die Kathedrale betrat.“) Ein Reporter beschrieb die Schleppe beim Niederknien der Braut „like a river of whipped cream along the plush red floor“ (deutsch: „als einen Fluss aus Schlagsahne über den plüschigen roten Boden“). Auf die Rivalität zwischen europäischer und US-amerikanischer Mode anspielend, nannte The New York Times das Kleid lakonisch „the loveliest example of the American product“ (deutsch: „das schönste Beispiel für ein amerikanisches Produkt“). Die Kolumnistin Ilka Chase meinte hingegen: „Her bridal gown was, in effect, an extremely tony shirtwaist and skirt — a charming dress but not a superb one.“ (deutsch: „Ihr Brautkleid bestand eigentlich nur aus einer äußerst schicken Hemdbluse und einem Rock – ein entzückendes Kleid, aber kein überragendes.“)
Eineinhalb Monate nach der Trauung wurde das schon vorab als Ausstellungsstück bestimmte Hochzeitskleid in Gracia Patricias Heimatort erstmals einem breiten Publikum präsentiert. Die feierliche Eröffnung der Ausstellung im Philadelphia Museum of Art fand am 4. Juni 1956 im Beisein der Brauteltern und von über 500 fachkundigen Gästen statt. Innerhalb der ersten zwölf Tage zählte das Museum 15.125 Besucher. Danach folgte Fürstin Gracia Patricia persönlich zwei Einladungen: Ende Oktober 1956 im Verlauf einer USA-Reise in Begleitung ihres Ehemannes sowie im April 1963 im Rahmen einer Ehrung als Modeikone. Nach mehreren Umzügen und wechselnden Themenausstellungen wurde das Kleid ab Ende der 1970er-Jahre aus Konservierungsgründen nur noch zu besonderen Anlässen öffentlich gezeigt, darunter im April 1981 zum 25-jährigen und im Frühjahr 2006 zum 50-jährigen Jubiläum der Hochzeit. Infolge der Beanspruchung durch die verwendeten Schaufensterpuppen und jahrelanger Lichteinwirkung begannen sich Teile des empfindlichen Materials zu verfärben und zu zersetzen.

### Funktionsträger
Die sechs Brautjungfern setzten sich aus Kellys engsten Bekannten aus ihrer Jugend und frühen Karriere zusammen. Judy Kanter war die Ehefrau des Produzenten Jay Kanter, der als Agent der Schauspielagentur MCA tätig war, bei der Kelly zu Beginn ihrer Laufbahn unter Vertrag stand. Maree Frisby zählte zu ihren ältesten Freundinnen aus der gemeinsamen Zeit an der Stevens High School in Germantown. Mit Bettina Thompson teilte sie sich während der Ausbildung ihr erstes Zimmer am New Yorker Barbizon Hotel for Women. Carolyn Scott verhalf Kelly Ende der 1940er-Jahre zur vorübergehenden Arbeit als Model und wohnte ebenfalls im Barbizon Hotel. Sally Parrish und Rita Gam lebten mit Kelly bei ihren Aufenthalten in New York City und Hollywood in der Wohnanlage Manhattan House beziehungsweise an der Sweetzer Avenue in Los Angeles zusammen. Kellys Schwester Peggy und Prinzessin Antoinette, die ältere Schwester von Rainier, dienten als Ehrenbrautjungfern.
Elisabeth-Ann und Christine Alix, die Töchter von Antoinette aus ihrer Ehe mit dem Rechtsanwalt und Tennisspieler Alexandre Noghès, sowie Margaret Ann und Mary Lee, die Töchter von Peggy, fungierten als Blumenmädchen.
Sebastian von Fürstenberg, jüngerer Bruder des Modedesigners Egon von Fürstenberg und der Schauspielerin Ira von Fürstenberg, sowie Christian Louis, der Sohn von Antoinette, überreichten als Pagen die Eheringe auf einem silbernen Tablett.
Die Trauzeugen der standesamtlichen Zeremonie kamen erneut zum Einsatz.

### Geladene Gäste
Viele der etwa 600 Hochzeitsgäste waren standesgemäß im Hôtel de Paris untergebracht. Sie wurden gebeten, sich bereits um 09:30 Uhr auf den Kirchenbänken einzufinden. Wegen des begrenzten Platzangebotes waren keine Privatwagen in den engen Gassen des Stadtbezirkes Monaco-Ville erlaubt. Nach der Anfahrt mit der Limousine wurden die Gäste mit Pendelbussen vom Hafen zum Eingang der Kathedrale gebracht. Zu den prominenten Persönlichkeiten zählten der ehemalige König Faruq von Ägypten, der Imam Aga Khan III. mit Begum Yvette Labrousse, der Reeder Aristoteles Onassis und seine Tochter Christina, die Schauspielerinnen Gloria Swanson und Ava Gardner sowie die Publizisten Rupert Allan und Morgan Hudgins. Der Entertainer Frank Sinatra, der sich bereits 1953 von seiner zweiten Ehefrau Ava Gardner getrennt hatte, zog seine Zusage mit Rücksichtnahme auf seine Filmpartnerin aus Die oberen Zehntausend unter Verweis auf die andernfalls zu erwartende mediale Aufmerksamkeit zurück. Während der Zeremonie musste Kellys Cousine Jean Goit ohnmächtig aus der Kirche getragen werden.
Das Ansehen Monacos in Adelskreisen war nur schwach ausgeprägt, weil die Familie Grimaldi nicht als Hochadel galt und viele den Zwergstaat nur für einen unbedeutenden mondänen Badeort mit einem Spielkasino hielten. So blieben einige hochrangige Staatsgäste, deren Teilnahme unter anderen Voraussetzungen üblich war, der Zeremonie fern, worüber sich Fürst Rainier brüskiert zeigte. Königin Elisabeth II. hatte ihr Erscheinen frühzeitig abgesagt und Major-General Sir Arthur Guy Salisbury-Jones, den Chef des Diplomatischen Dienstes, sowie Lieutenant-Commander Wolstan Beaumont Charles Weld Forester, den königlichen Konsul in Nizza, entsandt. Ferner ließ das britische Königshaus ein goldenes Tablett als Hochzeitsgeschenk schicken. Auch der US-amerikanische Präsident Dwight D. Eisenhower verzichtete und schickte anstelle eines Regierungsvertreters aus dem Weißen Haus den Hotelier Conrad Hilton. Frankreich wurde durch den damaligen französischen Justizminister und späteren Präsidenten François Mitterrand repräsentiert.

### Feierlichkeiten
Nach dem religiösen Ritus wandte sich das Paar zur Gemeinde um und verließ die Kathedrale. In einem schwarz und cremefarbenen offenen Rolls-Royce, einem Geschenk des monegassischen Volkes, fuhren sie durch die Straßen Monacos zur Kapelle Saint-Dévote am Hafen, in der die Märtyrerin und Schutzpatronin Devota begraben liegt. Gracia Patricia legte ihren Brautstrauß vor dem Standbild nieder und erflehte den Segen der Heiligen für ihre Ehe.
Im Anschluss fuhr das Paar zurück zum Palast, um einen weiteren Hochzeitsempfang im Schlosshof für die Hochzeitsgäste zu geben und die fünfstöckige Hochzeitstorte anzuschneiden. Später fand im Nationalstadion erneut ein Fußballspiel zwischen FC Barcelona und AA Portuguesa statt.

### Hochzeitsreise
Noch am Nachmittag der kirchlichen Trauung verabschiedete sich das Fürstenpaar. Rainier und Gracia Patricia verbrachten die Flitterwochen auf der Yacht Deo Juvante II, begleitet von einer neunköpfigen Crew. In den ersten Tagen der siebenwöchigen Kreuzfahrt im westlichen Mittelmeer wurde die Fürstin grippe- und seekrank. Die Reise führte zunächst von der französischen Riviera zu den balearischen Inseln Mallorca und Ibiza. Der zweite Abschnitt verlief entlang der Küsten Spaniens nach Valencia, Granada und Málaga. Bei einem Landausflug nach Madrid traf sich das Paar zu einem Mittagessen mit General Franco. Auf der Rückfahrt steuerte das Schiff auch Korsika an. Während des bis zum 6. Juni 1956 dauernden Urlaubes wurde die Fürstin zum ersten Mal schwanger.

## Berichterstattung

### Medienpräsenz

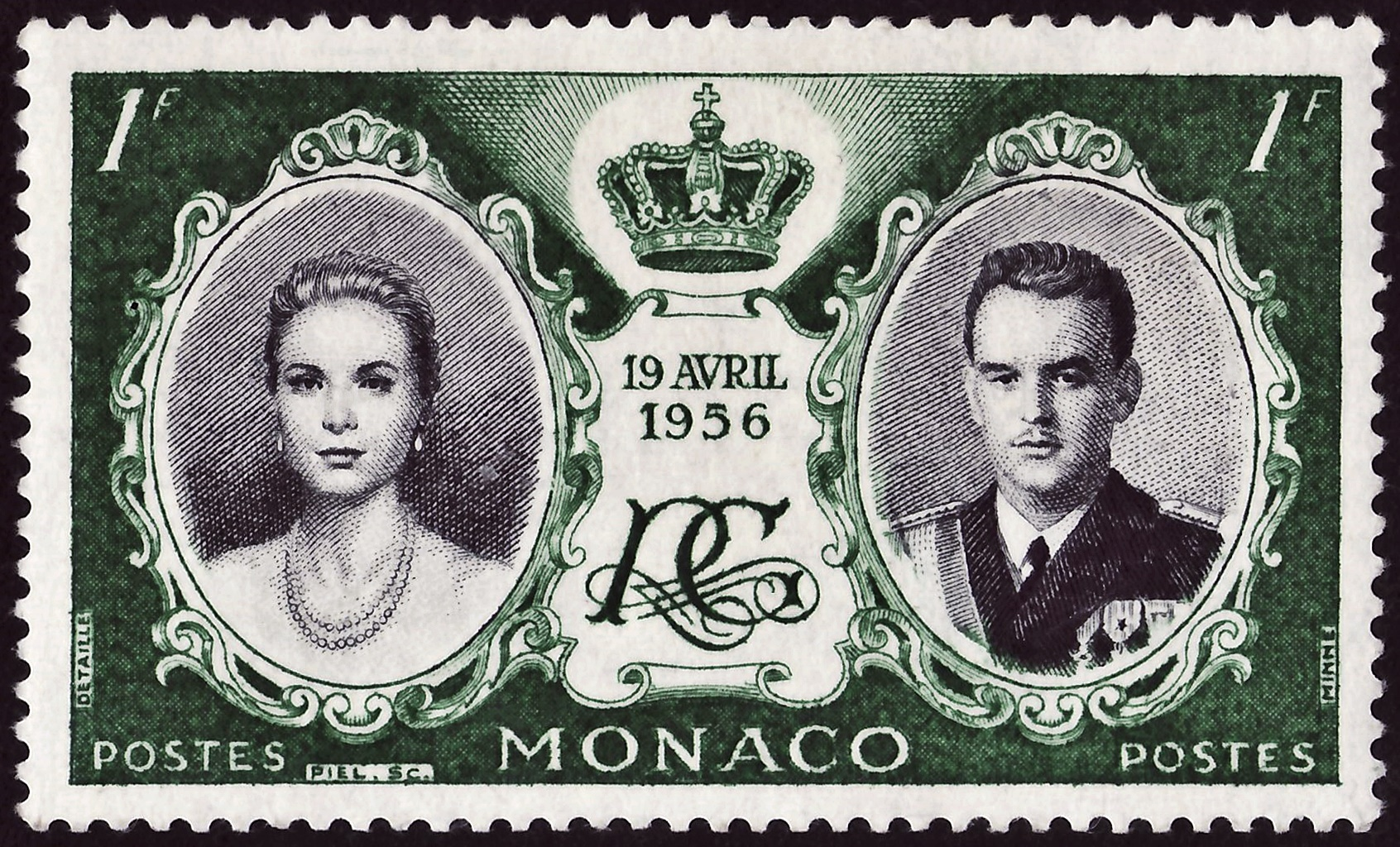
Gedenkbriefmarke zum 19. April 1956, 1 Franc, La Poste Monaco

Zur standesamtlichen Trauung war nur ein französisches Fernsehteam zugelassen, das die gut halbstündige Zeremonie mit vier Kameras an alle wichtigen europäischen Fernsehstationen, darunter der als erster Privatrundfunk Europas neu gegründete monegassische Fernsehsender Télé Monte Carlo, übertrug. Für die Aufstellung der Kameras und Scheinwerfer mussten Teile des Thronsaales umgebaut werden.
Während der kirchlichen Trauung befand sich die Ausrüstung von drei Teams in der Kathedrale: vier Kameras der Wochenschaukorrespondenten, vier Fernsehkameras und drei Kameras im Auftrag des Studios MGM. Jeweils eine Kamera pro Team stand oberhalb des Altars hinter einer Blumenwand. Weitere Journalisten waren im Dachgebälk versteckt. Gemäß vertraglicher Abmachungen mit dem Fürstentum durften die Berichterstatter der Wochenschau im Gegensatz zum Fernsehteam nur maximal zwei Minuten Bildmaterial aus dem Kircheninneren zeigen. Während der Fernsehübertragung kam es zu einer etwa einminütigen Unterbrechung. Nach Aussage des Brautpaares wurde die würdevolle Stimmung von der Positionierung der Mikrofone und Bogenlampen sowie durch vernehmbare Geräusche der erforderlichen Technik beeinträchtigt.
Die abgedrehten Filmspulen wurden mit einem Hubschrauber nach Nizza und unter Einsatz eines Düsenjägers der französischen Armee nach Paris gebracht. Noch am selben Abend wurden Kopien mit der Fluggesellschaft Trans World Airlines nach New York City geschickt, um sie als Wochenschauberichte zeitnah in den US-amerikanischen Kinos zu veröffentlichen. Seit der Verlobung wurden die Beiträge von schätzungsweise über 100 Millionen US-Kinogängern gesehen.
Neben der Hochzeit von Prinz Charles und Lady Diana, die gut 25 Jahre später rund 700 Millionen Zuschauer vor den Fernsehern vereinte, gilt die Vermählung in Monaco als das erste von den Medien als „Wedding of the Century“ (deutsch: „Hochzeit des Jahrhunderts“) bezeichnete Großereignis. Die Anteilnahme übertraf das Interesse an der drei Jahre zuvor vollzogenen Krönung von Elisabeth II. in der Londoner Westminster Abbey. Die Nachrichtenagentur United Press schickte 20 Korrespondenten, der International News Service sowie der US-amerikanische Fernsehsender NBC entsandten jeweils neun Beobachter und die Station CBS elf Journalisten. Insgesamt waren 31 Länder vertreten. Über 30 Millionen Fernsehzuschauer in neun Ländern verfolgten jeweils die standesamtliche und kirchliche Trauung, eine Premiere in der Geschichte der Eurovision.

### Begleitumstände und Kontroversen
Bereits nach der Verlobung kam Fürst Rainier während der Pressekonferenz im Haus von Grace Kellys Eltern in Philadelphia mit den Gepflogenheiten des US-amerikanischen Journalismus in Berührung. Die beengten Räumlichkeiten führten zu teils chaotischen Verhältnissen. Rücksichtslos rückten die etwa 100 Reporter Möbelstücke aus dem Weg, drängelten sich um die günstigsten Plätze und überhäuften das Paar ungeduldig mit etlichen Fragen. Die Medien beidseits des Atlantiks erfassten instinktiv, dass sich eine größere Story anbahnte, die durch das Aufeinandertreffen von Gegensätzen wie Hollywood-Glamour und königlicher Aura sowie American Way of Life und europäischer Kulturtradition gekennzeichnet war. Rainier und Kelly nahmen daraufhin wochenlang die Titelseiten der Weltpresse ein.
Während der Überfahrt begleiteten zahlreiche Journalisten die Familie, obwohl Kelly die Schifffahrtslinie darum gebeten hatte, keine Tickets an die Zeitungen zu verkaufen. Als das Schiff noch im Hafen lag, gab es im Rahmen einer Pressekonferenz tumultartige Szenen, als sich rund 250 Reporter und Fotografen um die besten Plätze stritten. Kelly sprach über den Beginn der Reise von „Irrenhaus“, „Hektik“ und „Hysterie“. Später wurden die Pressevertreter auf hoher See mit vorher festgelegten Interview-Terminen beschwichtigt. Bei der Ankunft der Constitution säumten Dutzende von Booten und Hubschrauber den Hafen. Binnen weniger Tage strömten neben den unzähligen Touristen rund 1.500 Korrespondenten in den Zwergstaat. Selbst der erfahrene MGM-Presseagent Morgan Hudgins telegrafierte seinem Chef Howard Strickling „Durcheinander hier unvorstellbar“. Noch vor der Vermählung bezeichnete Kelly ihrer Schulfreundin Charlotte Winston gegenüber die Reporter als „Heuschrecken“ und das bevorstehende Ereignis als „Karneval des Jahrhunderts“.
Fürst Rainier und seine Berater verfügten nicht über die Erfahrung, um die Aktivitäten der Berichterstatter und Fotografen zu kanalisieren. Der Monarch hatte anfangs kein Pressebüro eingerichtet, hielt weder Konferenzen noch Lagebesprechungen ab und organisierte keine Fototermine. Die unter Erfolgsdruck stehenden Journalisten ergriffen daher eigene Maßnahmen. Die Frustration mündete in Handgreiflichkeiten untereinander sowie zwischen ihnen und der monegassischen Polizei. Fotografen bespitzelten die Hochzeitsgäste durch das Hotelfenster und den Fürsten in seiner Villa auf Cap Ferrat. Beim Verlassen eines Bankettes warfen sich Reporter vor das fahrende Auto des Paares. Rainier erklärte daraufhin, nur drei Fotografen seien zur standesamtlichen Trauung zugelassen und die anschließende Gartenparty würde unter Ausschluss der Presse stattfinden. Die voreilige Entscheidung führte zu weiteren Diskussionen zwischen dem Fürsten auf der einen und Pater Tucker sowie Jack Kelly auf der anderen Seite. Der in letzter Minute ernannte Presseattaché weigerte sich zudem, seine Arbeit aufzunehmen. Als Ausweg empfahl Morgan Hudgins täglich zweisprachige Kommuniqués und regelmäßige Fototermine. Die Reporter ließen sich jedoch nicht besänftigen und waren nach wie vor der Ansicht, der Palast würde ihnen nicht genügend handfestes Material liefern. Durch ihren Unmut wurden schlagzeilenträchtige Geschichten von Kollegen ungeprüft übernommen und kolportiert. Der Zwergstaat wurde in einigen herabwürdigenden Berichten als „postage stamp realm“ (deutsch: „Briefmarkenreich“) und „pre-shrunk principality“ (deutsch: „eingelaufenes Fürstentum“) umschrieben, der Fürst respektlos „Ray“ und „Shorty“ genannt. Die Wochenzeitschrift Variety kündigte die Hochzeit mit den ironischen Worten an: „Bride is film star; groom non-pro.“ (deutsch: „Die Braut ist ein Filmstar; der Bräutigam ein Amateur.“) Einige als Klatschreporter verrufene Kolumnisten wie Dorothy Kilgallen befanden sich ebenfalls unter den Anwesenden und degradierten das festliche Ambiente zu einer Seifenoper.
Der kommerzielle Aspekt sprengte ebenso die Grenzen des guten Geschmacks. Straßenhändler verkauften Souvenirs zu horrenden Preisen. Um die Berichterstattung finanzieren zu können, verkaufte die US-amerikanische Fernsehgesellschaft ABC Sendezeit an einen Miederwarenkonzern. Darüber hinaus hatten es Juwelendiebe auf den Schmuck der Hochzeitsgäste abgesehen, darunter Mrs. Matthew H. McCloskey, Gattin des Schatzmeisters der US-amerikanischen Demokraten, und Maree Frisby, eine der Brautjungfern.

“They hated their wedding. They never looked at any photographs for a year.”

„Meine Eltern fanden ihre Hochzeit grauenhaft. Ein ganzes Jahr lang haben sie sich nicht mal die Fotos angesehen.“

## Nachwirkung

### Beendigung der Schauspielkarriere
Das Kommuniqué zur Verlobung hielten viele Hollywood-Beobachter zunächst für einen Publicity-Trick unter Mitwirkung von MGM, zumal Grace Kelly in ihrem vorletzten noch unveröffentlichten Spielfilm eine Prinzessin spielte. Sie hatte dem Studio aber bereits im Vorfeld ihre Heiratsabsichten mitgeteilt. Fürst Rainier, der aus seiner Abneigung gegen das Showbusiness kein Geheimnis machte, verdeutlichte seit der Ankunft in den Vereinigten Staaten mehrfach seine Auffassung über die mögliche Fortsetzung der Filmkarriere seiner zukünftigen Ehefrau. Für ihn stand außer Frage, dass Kelly aus Rücksicht auf die Befindlichkeiten des monegassischen Volkes ihre Ambitionen aufgeben müsse. Anfang 1956 hielt Kelly bei öffentlichen Stellungnahmen noch an der Überzeugung fest, sie könne ihren Beruf auch in der späteren Rolle als Fürstin eines Tages wieder aufgreifen, obwohl sie den Standpunkt von Rainier bereits kannte. Dieser wiederum benutzte die Medien, um ein beiderseitiges Einvernehmen in dieser Frage kundzutun, das es nie gegeben hatte. Im Bestreben, eine schlechte Presse durch Hochspielen der Angelegenheit zu vermeiden, widersprach sie dieser Darstellung zu jener Zeit nicht. Trotzdem führten die teils widersprüchlichen Aussagen zu medialen Spekulationen über „voreheliche Zwistigkeiten“.
Zur Bestürzung der Fürstin verhielt sich das Filmstudio MGM unerwartet kooperativ, sodass sie in der Argumentation Rainier gegenüber kein Druckmittel mehr besaß. Der Vertrag wurde vor Ablauf der Vierjahresfrist von beiden Seiten nicht gekündigt. Das nächste mit Kelly und Filmpartner James Stewart geplante Filmprojekt Warum hab’ ich ja gesagt?, das ein Jahr danach mit Gregory Peck und Lauren Bacall in den Hauptrollen in die Kinos kam, sagte sie allerdings selbst ab. MGM scheute nicht nur aus PR-Gründen eine gerichtliche Auseinandersetzung. Zum einen sollte die Schauspielerin für den Fall einer Rückkehr in das Filmgeschäft an das Studio gebunden bleiben. Im Gegenzug für die Freistellung von ihren Pflichten durfte sie für die Dauer des Vertragsverhältnisses keinen Film bei einem anderen Studio drehen und musste nach Ablauf des Vertrages zu ihrem alten Arbeitgeber zurückkehren. Zudem sicherte sich MGM die Exklusivrechte an der Verfilmung ihrer Hochzeit, da die Verantwortlichen von der Werbewirksamkeit des Ereignisses überzeugt waren. Der Dokumentarfilm The Wedding in Monaco wurde von einer monegassischen Crew gedreht, aber im Verleih der MGM als Wochenschau in den Kinos sowie im US-amerikanischen Fernsehen mit guter Publikumsresonanz ausgestrahlt. Ein Teil des Erlöses floss nach Abzug der Verleihgebühr von 30 Prozent dem örtlichen Roten Kreuz als Spende zu. MGM erwies sich gegenüber dem scheidenden Filmstar trotz der Unstimmigkeiten als großzügig: Für das Jahr 1956 zahlte man Kelly eine Prämie von über 65.000 US-Dollar. Darüber hinaus liefen die wöchentlichen Bezüge von 1500 US-Dollar ebenso wie die Betreuung durch die Studiostylistin Virginia Darcy noch viele Wochen nach der Hochzeit weiter. MGM hatte ihr neben dem Hochzeitskleid auch die Garderobe aus Die oberen Zehntausend unentgeltlich überlassen.
Das Leben von Gracia Patricia im Palast gestaltete sich anfangs schwierig, da ihr Ehemann mit täglichen Regierungsgeschäften und politischen Problemen des Fürstentums beschäftigt war. Die ungewohnte Rolle als Ehefrau und Mutter hatte im Vergleich zu ihrem geregelten Leben am Filmset einen Orientierungsverlust zur Folge, der auch durch die zunehmende Übernahme sozialer Aufgaben nicht kompensiert wurde. Zudem kam sie mit dem starren Hofprotokoll nicht zurecht. Anfang der 1960er-Jahre verfiel die Fürstin durch den Tod ihres Vaters infolge einer Krebserkrankung sowie zwei Fehlgeburten in eine Depression. Wiederholt nach den Chancen einer Fortsetzung der Karriere befragt, antwortete sie stets diplomatisch, sich vollumfänglich ihrer Familie widmen zu wollen. Der griechischstämmige Produzent Spyros Skouras ließ Ende der 1950er-Jahre seine Verbindungen zu seinem Landsmann Aristoteles Onassis spielen und bemühte sich darum, die ehemalige Schauspielerin als Jungfrau Maria für den Monumentalfilm Die größte Geschichte aller Zeiten zu verpflichten. Dieselbe geheiligte Rolle sollte sie ein Jahr danach im MGM-Leinwandepos König der Könige übernehmen. Rainier verweigerte jedoch seine Zustimmung aufgrund der Befürchtung, seine Landsleute könnten die Mitwirkung der Fürstin an einer Bibelverfilmung als Sakrileg ansehen.
Die Stimmungsschwankungen seiner Frau bewogen Rainier schließlich dazu, aus Sorge um deren psychische Gesundheit die temporäre Rückkehr in das Filmgeschäft zu erlauben. Nachdem sie vier Jahre zuvor in der Produktion Glück und Liebe in Monaco unter der Regie von Hermann Leitner einen unbedeutenden Gastauftritt hatte, plante Alfred Hitchcock für den Sommer 1962 eine Literaturverfilmung mit dem Titel Marnie. Das Drehbuch über eine Kleptomanin, deren krankhaftes Handeln auf die Angst vor Intimität aufgrund traumatischer Erlebnisse in ihrer Kindheit zurückzuführen ist, galt als heikler Stoff. Die mit wenig Fingerspitzengefühl formulierte offizielle Ankündigung des Comebacks sorgte unter anderem für Kritik bei der lokalen Presse. Nachträgliche Klarstellungen änderten nichts an der Sichtweise des monegassischen Volkes, die Schauspielerei vertrage sich grundsätzlich nicht mit der Würde einer Landesmutter. Die Pressestelle konnte selbst mit der Ankündigung, die Gage von 880.000 US-Dollar für karitative Zwecke spenden zu wollen, die Wogen nicht mehr glätten. Konsterniert über die unerwarteten Reaktionen, gab Gracia Patricia unter dem Druck der öffentlichen Meinung ihre Pläne endgültig auf. Erschwerend kam hinzu, dass sich auch MGM von der Einflussnahme durch Universal Pictures irritiert zeigte, da der ruhende Vertrag nach Lesart des Studios noch immer auf einer exklusiven Zusammenarbeit beruhte.

“Dear Hitch, It was heartbreaking for me to have to leave the picture. I was so excited about doing it and particularly about working with you again. When we meet I would like to explain to you myself all of the reasons which is difficult to do by letter or through a third party. It is unfortunate that it had to happen this way and I am deeply sorry. Thank you dear Hitch for being so understanding and helpful I hate disappointing you. I also hate the fact that there are probably many other »cattle« who could play the part equally as well. Despite that I hope to remain one of your »sacred cows«. With deep affection, Grace.”

„Lieber Hitch, es hat mir schier das Herz gebrochen, den Film absagen zu müssen. Ich hatte mich so sehr darauf gefreut, ihn zu machen, und vor allem darauf, wieder mit Dir zusammenzuarbeiten. Wenn wir uns wiedersehen, würde ich Dir die vielen Gründe gerne noch einmal persönlich erklären, was in einem Brief oder über Dritte doch sehr schwierig ist. Es ist ein Jammer, dass es so kommen musste, und es tut mir zutiefst leid. Ich danke Dir, lieber Hitch, dass Du so verständnisvoll und hilfsbereit bist; ich finde es furchtbar, Dich enttäuschen zu müssen. Und ich finde es auch furchtbar, dass wahrscheinlich schon eine Menge anderes ›Vieh‹ bereitsteht, das die Rolle ebenso gut spielen wird. Trotzdem kann ich nur hoffen, weiterhin eine Deiner ›heiligen Kühe‹ zu bleiben. In tiefer Zuneigung, Grace.“

### Fürstentum im Wandel

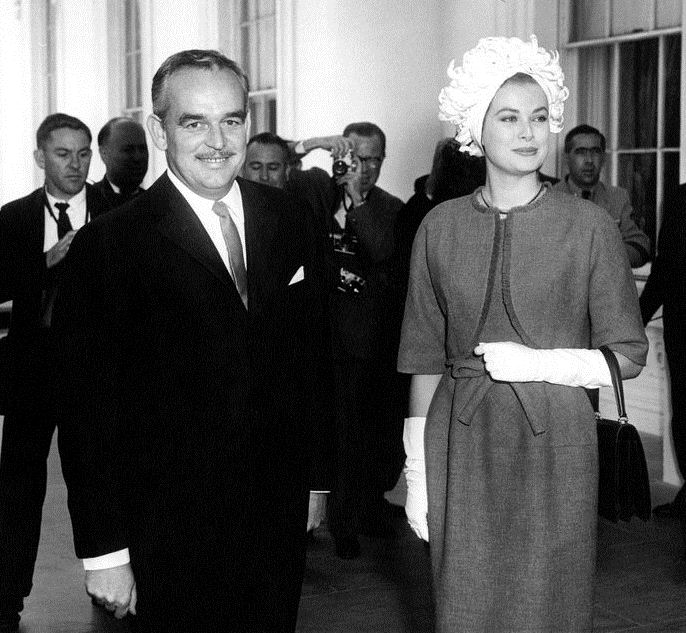
Fürst Rainier III. und Fürstin Gracia Patricia von Monaco, Mai 1961

Wie von den Beratern des Fürsten erhofft, verlief die wirtschaftliche Entwicklung von Monaco als unmittelbare Folge der Hochzeit vielversprechend. Ende der 1950er-Jahre hatte sich das Touristenaufkommen als Haupteinnahmequelle im Vergleich zum Jahr 1954 fast verdoppelt. Zu den erfreulichen Zahlen trugen sowohl Tagesausflügler als auch wohlhabende Besucher bei, die den Hotels, Restaurants und Casinos hohe Umsätze bescherten und den Kleinstaat wieder zu einem gefragten Luxustreff des europäischen Jetsets machten. Die exorbitanten Preise bewahrten das Fürstentum zugleich vor den nachteiligen Auswirkungen des Massentourismus, der sich auf die preiswerteren Orte an der Côte d’Azur verteilte. Aufgrund der steigenden Erträge verdreifachte sich auch die Apanage der Fürstenfamilie auf umgerechnet 963.000 DM im Jahr 1961.
Die Steuerfreiheit lockte internationale Unternehmen an und die Beschäftigungsquote stieg so hoch wie nie zuvor. Nachdem mehr als 50 Firmen ihren Hauptsitz nach Monaco verlagert hatten, sah sich der damalige französische Präsident Charles de Gaulle gezwungen, Maßnahmen gegen die Steuereinbußen in seinem Land zu ergreifen. Er stelle Fürst Rainier ein sechsmonatiges Ultimatum, um die Regierung bis zum 1. Oktober 1962 umzustrukturieren sowie Einkommens- und Körperschaftssteuern einzuführen, die vollumfänglich an Frankreich abzuführen seien. Zur Erhöhung des Druckes ließ de Gaulle Zöllner an der Landesgrenze stationieren und Reisende mit bürokratischen Formalitäten belästigen. Da Monaco in die Infrastruktur des Nachbarlandes eingebunden war, sorgten Gerüchte über eine mögliche Unterbrechung der Versorgung mit Wasser, Strom und Gas zusätzlich für Verunsicherung. Aufgrund der in den Vorjahren gewachsenen Bedeutung des Zwergstaates verfolgte die Weltpresse den Konflikt mit Interesse, wobei der überwiegende Anteil der Meinungen nicht zuletzt durch die Anwesenheit der ehemaligen Schauspielerin zur Sichtweise des Fürstentums tendierte. Beide Staatsführer einigten sich letztlich auf einen gesichtswahrenden Kompromiss, bei dem die reformierte Steuergesetzgebung nur französische Unternehmen betraf, die in den letzten Jahren übergesiedelt waren.
Über das rein ökonomisch bedingte Wachstum hinaus entwickelte Gracia Patricia ein persönliches Interesse an der Verbesserung der Lebensqualität für die monegassischen Bürger. Nach der Umbenennung zu ihren Ehren ließ sie im Jahr 1958 das Krankenhaus Centre Hospitalier Princesse Grace modernisieren. Darüber hinaus gründete sie ein Forum freiwilliger Helfer, die regelmäßige Besuche im städtischen Altenheim machten und das Pflegepersonal entlasteten. Im selben Jahr übernahm sie die Präsidentschaft des monegassischen Roten Kreuzes und organisierte Spendengelder. Der jährlich stattfindende Rot-Kreuz-Ball zog viele Prominente an und sicherte neben dem staatlich bewilligten Jahresetat die Ausstattung der Organisation mit finanziellen Mitteln. Die Fürstin entwickelte auch Vorsorgeprogramme für werdende Mütter und war an den Planungen für den Bau von Kindertagesstätten, Waisenhäusern sowie anderen sozialen Einrichtungen beteiligt. Sie veranlasste außerdem die Renovierung der Privatgemächer des Palastes und der Sommerresidenz Roc Agel nach ihren eigenen Vorstellungen.

## Einfluss
Mehrere historische Romane wurden von dem gesellschaftlichen Ereignis inspiriert. Im Jahr 2019 veröffentlichte die britische Autorin Hazel Gaynor zusammen mit Heather Webb den Roman Meet Me in Monaco (deutscher Titel: Miss Kelly und der Zauber von Monaco, übersetzt von Claudia Geng), der vor dem Hintergrund der Internationalen Filmfestspiele von Cannes und der Fürstenhochzeit eine erdachte Liebesgeschichte zwischen einem Fotografen und einer Parfümeurin erzählt. Näher an der Realität ist die ein Jahr darauf publizierte fiktionale Biografie The Girl in White Gloves von Kerri Maher (Grace. Das Mädchen mit den weißen Handschuhen, übersetzt von Claudia Feldmann). Der ebenfalls 2020 erschienene Roman The Grace Kelly Dress der US-amerikanischen Autorin Brenda Janowitz behandelt den Einfluss des Hochzeitskleides von Grace Kelly über drei Generationen und einen Zeitraum von 60 Jahren.
Noch Jahrzehnte später werden dem Brautkleid konzeptionelle Einflüsse auf die Schöpfungen bekannter Designer für die Hochzeiten anderer prominenter Personen nachgesagt. Dazu zählten Catherine Middleton bei der Vermählung mit Prince William am 29. April 2011 (Design: Alexander McQueen), Miranda Kerr bei der Heirat mit Evan Spiegel am 27. Mai 2017 (Design: Maria Grazia Chiuri), und Paris Hilton bei der Eheschließung mit Carter Milliken Reum am 11. November 2021 (Design: Óscar de la Renta).
Das Miniatur Wunderland in Hamburg stellt im Abschnitt Monaco die Hochzeit vor der nachgebildeten Kathedrale Notre-Dame-Immaculée nach. Sowohl die Kirche als auch der umliegende Bereich wurden im Gegensatz zum Großteil der Anlage farblos konzipiert, nachdem die Modellbauer bei ihren Recherchen überwiegend historische Schwarz-Weiß-Fotografien vorgefunden hatten. Der neue Bauabschnitt, dessen Errichtung bereits im Mai 2018 begann, wurde am 25. April 2024 im Beisein von Fürst Albert II., Charlène von Monaco und ihren beiden Kindern offiziell eröffnet.

### Deutschsprachig und ins Deutsche übersetzt
- Gregor Ball: Grace Kelly. Ihre Filme – ihr Leben. 1. Auflage. Heyne Verlag, München 1983, ISBN 978-3-453-86059-9.
- Sarah Bradford: Gracia Patricia, Fürstin von Monaco. Bastei Lübbe, München 1985, ISBN 978-3-404-61081-5 (englisch: Princess Grace. New York 1984. Übersetzt von Jutta Hein).
- James Spada: Grace. Das geheime Vorleben einer Fürstin. 1. Auflage. Ullstein Verlag, Frankfurt am Main 1989, ISBN 978-3-7844-2175-9 (amerikanisches Englisch: Grace. The Secret Lives of a Princess. New York 1987. Übersetzt von Gertrud Theiss).
- J. Randy Taraborrelli: Grace Kelly und Fürst Rainier: Ein Hollywoodmärchen in Monaco. Krüger Verlag, Frankfurt am Main 2004, ISBN 978-3-8105-1990-0 (amerikanisches Englisch: Once Upon a Time. Behind the Fairy Tale of Princess Grace and Prince Rainier. New York 2003. Übersetzt von Astrid Becker, Marion Kappel).
- Norbert Loh: Rainier von Monaco. Ein Fürst und seine Familie. Weltbild, München 2005, ISBN 978-3-8289-7872-0.
- Thilo Wydra: Grace. Die Biographie. Aufbau Verlag, Berlin 2012, ISBN 978-3-351-02756-8.

### Englisch- und französischsprachig
- Cérémonies Officielles du Mariage de Son Altesse Sérénissime le Prince Souverain Rainier III avec Miss Grace-Patricia Kelly. In: Journal de Monaco – Bulletin Officiel de la Principauté. Numéro Spécial. 19. April 1956, ISSN 1010-8742 (französisch, journaldemonaco.gouv.mc (Scan) [PDF; 1,3 MB]).
- Jeffrey Robinson: Rainier and Grace: An Intimate Portrait. Atlantic Monthly Press, New York 1989, ISBN 978-0-87113-343-4 (amerikanisches Englisch).
- Judith B. Quine: The Bridesmaids: Grace Kelly, Princess of Monaco, and Six Intimate Friends. Weidenfeld & Nicolson, New York 1989, ISBN 978-1-55584-067-9 (amerikanisches Englisch).
- Robert Lacey: Grace. G. P. Putnam’s Sons, New York 1994, ISBN 978-0-399-13872-0 (britisches Englisch).
- H. Kristina Haugland: Grace Kelly: Icon of Style to Royal Bride. Hrsg.: Philadelphia Museum of Art. Yale University Press, Philadelphia 2006, ISBN 978-0-300-11644-1 (amerikanisches Englisch).
- Frédéric Mitterrand: Les Années Grace Kelly: Princesse de Monaco. Skira Editore, Mailand 2007, ISBN 978-88-6130-343-0 (französisch).
- Donald Spoto: High Society: The Life of Grace Kelly. Harmony Books, New York 2009, ISBN 978-0-307-39561-0 (amerikanisches Englisch).
- Nyna Giles, Eve Claxton: The Bridesmaid’s Daughter: From Grace Kelly’s Wedding to a Women’s Shelter – Searching for the Truth About My Mother. St. Martin’s Press, New York 2018, ISBN 978-1-250-11549-2 (amerikanisches Englisch).

## Dokumentationen

### Video
- Die Fürstenhochzeit von Monaco (The Wedding in Monaco), US-amerikanischer Dokumentarfilm, Regie: Jean Masson, 1956, 31 Minuten.
- Grace – Filmstar und Fürstin (Grace – face à son destin), französische Fernsehdokumentation, Regie: Patrick Jeudy, 2006, 59 Minuten.
- Verschollene Filmschätze – 1956. Hochzeit von Grace Kelly mit Fürst Rainier von Monaco (Mystères d’Archives – 1956. Mariage de Grace Kelly avec Rainier de Monaco), französische Fernsehdokumentation, Regie: Serge Viallet, 2010, 26 Minuten.

### Audio
- Wedding in Monaco (A-Seite: Hommage to the Princess, 18:54 Minuten, B-Seite: Wedding Ceremony, 20:47 Minuten), Berichte zur Ballettveranstaltung sowie zur standesamtlichen und kirchlichen Hochzeitszeremonie vom 18. und 19. April 1956, 12-Inch-Schallplatte, Label: Mercury Records (Angaben zum Werk mit Hörproben. In: allthingskenton.com. Abgerufen am 24. Februar 2024.)

## Wochenschauberichte

### British Pathé (Pathé News)
- Grace Kelly And Her Prince (1956) auf YouTube, 13. April 2014 (englisch; 1:09 min).
- Grace Kelly Sails For Monaco (1956) auf YouTube, 13. April 2014 (englisch; 1:51 min).
- She’s There – Grace Kelly (1956) auf YouTube, 13. April 2014 (englisch; 2:23 min).
- Grace Kelly Royal Wedding to Prince Rainier III (1956) auf YouTube, 13. April 2014 (englisch; 3:39 min).

### British Movietone
- Monaco Engagement – Prince Rainier and Grace Kelly auf YouTube, 21. Juli 2015 (englisch; 0:51 min).
- The Wedding Draws Near – Miss Kelly Leaves auf YouTube, 21. Juli 2015 (englisch; 2:23 min).
- The Monaco Royal Wedding auf YouTube (englisch; 4:25 min).